# Liste des matchs de l'équipe d'Australie de football par adversaire
Cette liste présente les matchs de l'équipe d'Australie de football par adversaire rencontré.
- Haut – A
- B
- C
- D
- E
- F
- G
- H
- I
- J
- K
- L
- M
- N
- O
- P
- Q
- R
- S
- T
- U
- V
- W
- X
- Y
- Z

## A

### Afrique du Sud
Confrontations entre l'Australie et l'Afrique du Sud :
| Date              | Lieu                          | Match                      | Score | Compétition  |
| 10 mai 1947       | Sydney Australie              | Australie - Afrique du Sud | 1-2   | Match amical |
| 24 mai 1947       | Brisbane Australie            | Australie - Afrique du Sud | 2-4   | Match amical |
| 31 mai 1947       | Sydney Australie              | Australie - Afrique du Sud | 3-3   | Match amical |
| 7 juin 1947       | Newcastle Australie           | Australie - Afrique du Sud | 5-1   | Match amical |
| 14 juin 1947      | Sydney Australie              | Australie - Afrique du Sud | 1-2   | Match amical |
| 24 juin 1950      | Durban Afrique du Sud         | Afrique du Sud - Australie | 3-2   | Match amical |
| 1er juillet 1950  | Johannesbourg Afrique du Sud  | Afrique du Sud - Australie | 2-1   | Match amical |
| 8 juillet 1950    | Port Elizabeth Afrique du Sud | Afrique du Sud - Australie | 1-2   | Match amical |
| 23 septembre 1950 | Le Cap Afrique du Sud         | Afrique du Sud - Australie | 1-2   | Match amical |
| 3 septembre 1955  | Brisbane Australie            | Australie - Afrique du Sud | 0-3   | Match amical |
| 10 septembre 1955 | Melbourne Australie           | Australie - Afrique du Sud | 0-2   | Match amical |
| 17 septembre 1955 | Adelaide Australie            | Australie - Afrique du Sud | 0-8   | Match amical |
| 24 septembre 1955 | Sydney Australie              | Australie - Afrique du Sud | 0-6   | Match amical |
| 1er octobre 1955  | Newcastle Australie           | Australie - Afrique du Sud | 1-4   | Match amical |
| 8 juin 1994       | Adelaide Australie            | Australie - Afrique du Sud | 1-0   | Match amical |
| 12 juin 1994      | Sydney Australie              | Australie - Afrique du Sud | 1-0   | Match amical |
| 18 septembre 1996 | Johannesbourg Afrique du Sud  | Afrique du Sud - Australie | 2-0   | Match amical |
| 30 mars 2004      | Londres Angleterre            | Australie - Afrique du Sud | 1-0   | Match amical |
| 9 février 2005    | Durban Afrique du Sud         | Afrique du Sud - Australie | 1-1   | Match amical |
| 19 août 2008      | Londres Angleterre            | Australie - Afrique du Sud | 2-2   | Match amical |
| 26 mai 2014       | Sydney Australie              | Australie - Afrique du Sud | 1-1   | Match amical |

Bilan
En 21 confrontations, l'Australie a remporté 7 victoires contre 12 pour l'équipe d'Afrique du Sud.

### Angleterre
Confrontations entre l'Australie et l'Angleterre :
| Date            | Lieu                  | Match                  | Score | Compétition  |
| 31 mai 1980     | Sydney Australie      | Australie - Angleterre | 1-2   | Match amical |
| 12 juin 1983    | Sydney Australie      | Australie - Angleterre | 0-0   | Match amical |
| 15 juin 1983    | Brisbane Australie    | Australie - Angleterre | 0-1   | Match amical |
| 19 juin 1983    | Melbourne Australie   | Australie - Angleterre | 1-1   | Match amical |
| 1er juin 1991   | Sydney Australie      | Australie - Angleterre | 0-1   | Match amical |
| 12 février 2003 | Londres Angleterre    | Angleterre - Australie | 1-3   | Match amical |
| 27 mai 2016     | Sunderland Angleterre | Angleterre - Australie | 2-1   | Match amical |
| 13 octobre 2023 | Londres Angleterre    | Angleterre - Australie | 1-0   | Match amical |

Bilan
L'équipe d'Australie a remporté une seule des 8 confrontations alors que l'Angleterre en a remporté 5. Il y a eu deux matchs nuls.

### Allemagne
Confrontations entre l'Australie et l'Allemagne :
| Date         | Lieu                            | Match                 | Score | Compétition                              |
| 18 juin 1974 | Hambourg Allemagne de l'Ouest   | RFA - Australie       | 3-0   | Coupe du monde 1974 (groupe A)           |
| 15 juin 2005 | Francfort-sur-le-Main Allemagne | Allemagne - Australie | 4-3   | Coupe des confédérations 2005 (groupe A) |
| 13 juin 2010 | Durban Afrique du Sud           | Allemagne - Australie | 4-0   | Coupe du monde 2010 (Groupe D)           |
| 29 mars 2011 | Mönchengladbach Allemagne       | Allemagne - Australie | 1-2   | Match amical                             |
| 25 mars 2015 | Kaiserslautern Allemagne        | Allemagne - Australie | 2-2   | Match amical                             |
| 19 juin 2017 | Sotchi Russie                   | Australie - Allemagne | 2-3   | Coupe des confédérations 2017 (Groupe B) |

Bilan
En 6 confrontations, l'équipe d'Australie a remporté 1 victoire contre 4 pour l'équipe d'Allemagne, et un match nul.

### Allemagne de l'Est
Confrontations entre l'Australie et l'Allemagne de l'Est
| Date         | Lieu                             | Match           | Score | Compétition                    |
| 15 juin 1974 | Hambourg ( Allemagne de l'Ouest) | RDA - Australie | 2-0   | Coupe du monde 1974 (1er tour) |

Le match

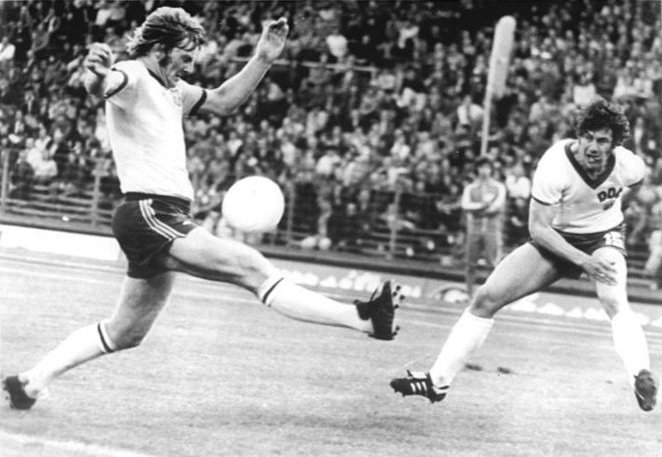
Utjesenović (à gauche) à la coupe du monde 1974 contre la RDA

Devant un stade peu garni (17 500) et plutôt favorable aux joueurs australiens, la RDA entame la compétition par une victoire attendue : 2-0. Le premier but est certainement entaché d'une position de hors-jeu. Le second est imparable : Streich signe une superbe reprise de volée.
| Équipes   | Allemagne de l'Est - Australie |
| Score     | 2 - 0 |
| Arbitre   | Youssou N'Diaye |
| Date      | 14 juin 1974 |
| Stade     | Volksparkstadion, Hambourg 60 200 spectateurs |
| Buts      | 58' Curran (csc) 1-0, 72' Streich 1-0 |
| RDA       | Jürgen Croy – Gerd Kische, Bernd Bransch, Konrad Weise, Siegmar Wätzlich, Reinhard Lauck, Harald Irmscher (68. Erich Hamann), Lothar Kurbjuweit, Hans-Jürgen Kreische, Jürgen Sparwasser, Martin Hoffmann Entraîneur : Georg Buschner |
| Australie | Jack Reilly – Dragan Utjesenović, Peter Wilson, Manfred Schäfer, Colin Curran, Ray Richards, Jimmy Rooney, Jimmy Mackay, John Warren, Adrian Alston, Branko Buljevic Entraîneur : Ralé Rašić                                          |

Bilan
- Total de matchs disputés : 1
- Victoires de la RDA : 1
- Matchs nuls : 0
- Victoires de l'Australie : 0

### Arabie saoudite
Confrontations entre l'Australie et l'Arabie saoudite :
| Date             | Lieu                    | Match                       | Score | Compétition                                                              |
| 9 juillet 1988   | Sydney Australie        | Australie - Arabie saoudite | 3-0   | Match amical                                                             |
| 9 octobre 1996   | Dammam Arabie saoudite  | Arabie saoudite - Australie | 0-0   | Match amical                                                             |
| 16 décembre 1997 | Riyad Arabie saoudite   | Arabie saoudite - Australie | 1-0   | Coupe des confédérations 1997 (Groupe A)                                 |
| 6 juin 2011      | Dammam Arabie saoudite  | Arabie saoudite - Australie | 1-3   | Qualifications pour la Coupe du monde 2014, Zone Asie 3e Tour (Groupe D) |
| 29 février 2012  | Melbourne Australie     | Australie - Arabie saoudite | 4-2   | Qualifications pour la Coupe du monde 2014, Zone Asie 3e Tour (Groupe D) |
| 8 septembre 2014 | Londres Angleterre      | Arabie saoudite - Australie | 2-3   | Match amical                                                             |
| 6 octobre 2016   | Djeddah Arabie saoudite | Arabie saoudite - Australie | 2-2   | Qualifications pour la Coupe du Monde 2018 (3e tour, groupe B)           |
| 8 juin 2017      | Adélaïde Australie      | Australie - Arabie saoudite | 3-2   | Qualifications pour la Coupe du Monde 2018 (3e tour, groupe B)           |

Bilan
L'équipe d'Australie a remporté 5 confrontations contre une seule pour l'équipe d'Arabie saoudite.

### Argentine
Confrontations entre l'Australie et l'Argentine :
| Date              | Lieu                   | Match                 | Score | Compétition                                          |
| 14 juillet 1988   | Sydney Australie       | Australie - Argentine | 4-1   | Match amical                                         |
| 18 juin 1992      | Buenos Aires Argentine | Argentine - Australie | 2-0   | Match amical                                         |
| 31 octobre 1993   | Sydney Australie       | Australie - Argentine | 1-1   | Qualifications pour la Coupe du monde 1994 - Barrage |
| 17 novembre 1993  | Buenos Aires Argentine | Argentine - Australie | 1-0   | Qualifications pour la Coupe du monde 1994 - Barrage |
| 30 juin 1995      | Buenos Aires Argentine | Argentine - Australie | 2-0   | Match amical                                         |
| 18 juin 2005      | Nuremberg Allemagne    | Australie - Argentine | 2-4   | Coupe des confédérations 2005 (groupe A)             |
| 11 septembre 2007 | Melbourne Australie    | Australie - Argentine | 0-1   | Match amical                                         |
| 3 Décembre 2022   | Al Rayyan Qatar        | Argentine - Australie | 2-1   | Coupe Du Monde 2022 (Tour 2)                         |
| 15 juin 2023      | Beijing Chine          | Argentine - Australie | 2-0   | Match amical                                         |

Bilan
L'équipe d'Australie a remporté une confrontation alors que celle d'Argentine en a remporté six .

## B

### Bahreïn
Confrontations entre l'Australie et le Bahreïn :
| Date             | Lieu             | Match               | Score | Compétition                                                     |
| 22 juin 2006     | Manama Bahreïn   | Bahreïn - Australie | 1-3   | Qualifications pour la Coupe d'Asie 2007                        |
| 11 octobre 2006  | Sydney Australie | Australie - Bahreïn | 2-0   | Qualifications pour la Coupe d'Asie 2007                        |
| 19 novembre 2008 | Manama Bahreïn   | Bahreïn - Australie | 0-1   | Qualifications pour la Coupe du monde 2010 - 4e Tour (Groupe 1) |
| 10 juin 2009     | Sydney Australie | Australie - Bahreïn | 2 -0  | Qualifications pour la Coupe du monde 2010 - 4e Tour (Groupe 1) |
| 18 janvier 2011  | Doha Qatar       | Australie - Bahreïn | 1-0   | Coupe d'Asie 2011 1er Tour (Groupe C)                           |
| 6 janvier 2024   | Abou Dabi        | Bahrëin - Australie | 0-2   | Match amical                                                    |

Bilan
L'Australie a remporté les cinq confrontations entre les deux sélections.

### Bangladesh
Confrontations entre l'Australie et le Bangladesh :
| Date             | Lieu      | Match                  | Score | Compétition                                          |
| 3 septembre 2015 | Perth     | Australie - Bangladesh | 5-0   | Qualifications de la Coupe du monde de football 2018 |
| 17 novembre 2015 | Dacca     | Bangladesh - Australie | 0-4   | Qualifications de la Coupe du monde de football 2018 |
| 16 novembre 2023 | Melbourne | Australie - Bangladesh | 7-0   | Qualifications de la Coupe du monde de football 2026 |

Bilan
- Total de matchs disputés : 3
- Victoires de l'Australie : 3
- Victoires de l'Bangladesh : 0
- Match nul : 0

### Birmanie
Confrontations entre l'Australie et la Birmanie :
| Date         | Lieu              | Match                | Score | Compétition  |
| 14 juin 1975 | Jakarta Indonésie | Birmanie - Australie | 2-1   | Match amical |

Bilan
- Total de matchs disputés : 1
- Victoires de l'équipe d'Australie : 0
- Victoires de l'équipe de Birmanie : 1
- Match nul : 0

### Brésil
Confrontations entre l'Australie et le Brésil :
| Date             | Lieu                  | Match              | Score | Compétition                                            |
| 7 juillet 1988   | Melbourne Australie   | Australie - Brésil | 0-1   | Match amical                                           |
| 17 juillet 1988  | Sydney Australie      | Australie - Brésil | 0-2   | Match amical                                           |
| 14 décembre 1997 | Riyad Arabie saoudite | Australie - Brésil | 0-0   | Coupe des confédérations 1997 (Poule A)                |
| 21 décembre 1997 | Riyad Arabie saoudite | Brésil - Australie | 6-0   | Coupe des confédérations 1997 (Finale)                 |
| 9 juin 2001      | Ulsan Corée du Sud    | Australie - Brésil | 1-0   | Coupe des confédérations 2001 (match pour la 3e place) |
| 18 juin 2006     | Munich Allemagne      | Brésil - Australie | 2-0   | Coupe du monde 2006 (Groupe F)                         |
| 7 septembre 2013 | Brasilia Brésil       | Brésil - Australie | 6-0   | Match amical                                           |
| 13 juin 2017     | Melbourne Australie   | Australie - Brésil | 0-4   | Match amical                                           |

- Les 2 équipes se sont aussi affrontés lors des JO de 1988 dans le groupe D au 1er tour à Daegu (Corée du Sud). Le Brésil l'a emporté 3-0.

Bilan
En 8 confrontations, l'équipe d'Australie a remporté une victoire contre 6 pour l'équipe du Brésil.

### Bulgarie
Confrontations entre l'Australie et la Bulgarie :
| Date            | Lieu                | Match                | Score | Compétition  |
| 14 février 1973 | Sydney Australie    | Australie - Bulgarie | 2-2   | Match amical |
| 16 février 1973 | Adélaïde Australie  | Australie - Bulgarie | 1-3   | Match amical |
| 18 février 1973 | Melbourne Australie | Australie - Bulgarie | 0-2   | Match amical |
| 15 février 2000 | Valparaíso Chili    | Bulgarie - Australie | 1-1   | Match amical |

Bilan
En 4 confrontations, l'équipe d'Australie a remporté aucune victoire alors que la équipe de Bulgarie en a remporté 2.

## C

### Cambodge
Confrontations entre l'Australie et le Cambodge :
| Date             | Lieu                | Match                | Score | Compétition  |
| 26 novembre 1965 | Phnom Penh Cambodge | Cambodge - Australie | 0-0   | Match amical |

Bilan
- Total de matchs disputés : 1
- Victoires de l'équipe d'Australie : 0
- Victoires de l'équipe du Cambodge : 0
- Match nul : 1

### Cameroun
Confrontations entre l'Australie et le Cameroun :
| Date         | Lieu                     | Match                | Score | Compétition                              |
| 22 juin 2017 | Saint-Petersbourg Russie | Cameroun - Australie | 1-1   | Coupe des confédérations 2017 (Groupe B) |

Bilan
- Total de matchs disputés : 1
- Victoires de l'équipe d'Australie : 0
- Victoires de l'équipe du Cameroun : 0
- Match nul : 1

### Canada
Confrontations entre l'Australie et le Canada :
| Date            | Lieu                | Match              | Score              | Compétition                                |
| 7 juin 1924     | Brisbane Australie  | Australie - Canada | 3-2                | Match amical                               |
| 14 juin 1924    | Sydney Australie    | Canada - Australie | 0-1                | Match amical                               |
| 23 juin 1924    | Sydney Australie    | Australie - Canada | 4-1                | Match amical                               |
| 28 juin 1924    | Newcastle Australie | Australie - Canada | 0-0                | Match amical                               |
| 12 juillet 1924 | Adelaide Australie  | Australie - Canada | 1-4                | Match amical                               |
| 26 juillet 1924 | Sydney Australie    | Australie - Canada | 1-0                | Match amical                               |
| 31 juillet 1993 | Edmonton Canada     | Canada - Australie | 2-1                | Qualifications pour la Coupe du monde 1994 |
| 15 août 1993    | Sydney Australie    | Australie - Canada | 2-1 a.p. (4-1 pen) | Qualifications pour la Coupe du monde 1994 |

Bilan
- Total de matchs disputés : 8
- Victoires de l'équipe d'Australie : 4
- Victoires de l'équipe du Canada : 3
- Match nul : 1

### Chili
Confrontations entre l'Australie et le Chili :
| Date           | Lieu                          | Match             | Score | Compétition                              |
| 22 juin 1974   | Berlin-Est Allemagne de l'Est | Australie - Chili | 0-0   | Coupe du monde 1974                      |
| 23 avril 1996  | Antofagasta Chili             | Chili - Australie | 3-0   | Match amical                             |
| 7 février 1998 | Melbourne Australie           | Australie - Chili | 0-1   | Match amical                             |
| 9 février 2000 | Valparaíso Chili              | Chili - Australie | 2-1   | Match amical                             |
| 13 juin 2014   | Cuiabá Brésil                 | Chili- Australie  | 3-1   | Coupe du monde 2014 (Groupe B)           |
| 25 juin 2017   | Moscou Russie                 | Chili - Australie | 1-1   | Coupe des confédérations 2017 (Groupe B) |

Bilan
- Total de matchs disputés : 6
- Victoires de l'équipe d'Australie : 0
- Victoires de l'équipe du Chili : 4
- Match nul : 2

### Chine
Confrontations entre l'Australie et la Chine :
| Date              | Lieu                        | Match             | Score | Compétition                                         |
| 6 août 1975       | Melbourne Australie         | Australie - Chine | 1-0   | Match amical                                        |
| 29 octobre 1976   | Canton Chine                | Chine - Australie | 0-2   | Match amical                                        |
| 4 décembre 1983   | Lieu inconnu                | Chine - Australie | 2-1   | Match amical                                        |
| 3 novembre 1984   | Lieu inconnu                | Chine - Australie | 3-2   | Match amical                                        |
| 27 septembre 1985 | Melbourne Australie         | Australie - Chine | 3-0   | Match amical                                        |
| 24 mars 2007      | Canton Chine                | Chine - Australie | 0-2   | Match amical                                        |
| 26 mars 2008      | Kunming Chine               | Chine - Australie | 0-0   | Qualifications pour la Coupe du monde 2010          |
| 22 juin 2008      | Sydney Australie            | Australie - Chine | 0-1   | Qualifications pour la Coupe du monde 2010          |
| 28 juillet 2013   | Séoul Corée du Sud          | Australie - Chine | 3-4   | Coupe d'Asie de l'Est de football 2013              |
| 22 janvier 2015   | Brisbane Australie          | Chine - Australie | 0-2   | Coupe d'Asie des Nations 2015 (quart de finale)     |
| 16 novembre 2022  | Charjah Émirats arabes unis | Chine - Australie | 1-1   | Éliminatoires de la Coupe du monde de football 2022 |

Bilan
- Total de matchs disputés : 11
- Victoires de l'équipe d'Australie : 6
- Victoires de l'équipe de Chine : 5
- Match nul : 2

### Chinese Taipei
Confrontations entre l'Australie et Chinese Taipei :
| Date             | Lieu                  | Match                      | Score | Compétition                                                                    |
| 3 décembre 1965  | Hong Kong             | Chinese Taipei - Australie | 1-3   | Match amical                                                                   |
| 13 mars 1977     | Suva Fidji            | Australie - Chinese Taipei | 3-0   | Qualifications pour la Coupe du monde 1978 - Zone Asie-Océanie, groupe Océanie |
| 16 mars 1977     | Suva Fidji            | Chinese Taipei - Australie | 1-2   | Qualifications pour la Coupe du monde 1978 - Zone Asie-Océanie, groupe Océanie |
| 27 novembre 1979 | Taipei Taipei chinois | Chinese Taipei - Australie | 0-2   | Match amical                                                                   |
| 10 juin 1981     | Adélaïde Australie    | Australie - Chinese Taipei | 3-2   | Qualifications pour la Coupe du monde 1982 - Zone Asie-Océanie, groupe 1       |
| 6 septembre 1981 | Taipei Taipei chinois | Chinese Taipei - Australie | 0-0   | Qualifications pour la Coupe du monde 1982 - Zone Asie-Océanie, groupe 1       |
| 23 octobre 1985  | Adélaïde Australie    | Australie - Chinese Taipei | 7-0   | Qualifications pour la Coupe du monde 1986 - Zone Océanie                      |
| 27 octobre 1985  | Sydney Australie      | Chinese Taipei - Australie | 0-8   | Qualifications pour la Coupe du monde 1986 - Zone Océanie                      |
| 9 décembre 2012  | Hong Kong             | Australie - Chinese Taipei | 8-0   | Coupe d'Asie de l'Est de football 2013                                         |
| 15 octobre 2019  | Kaohsiung             | Chinese Taipei - Australie | 1-7   | Éliminatoires de la Coupe du monde de football 2022                            |

Bilan
L'équipe d'Australie a remporté huit des neuf confrontations entre les deux sélections. Chinese Taipei réussi l'exploit d'obtenir un match nul lors des Qualifications pour la Coupe du monde 1982.

### Colombie
Les rencontres
| Date            | Lieu     | Match                | Score | Compétition  |
| 7 février 1995  | Brisbane | Australie - Colombie | 0-0   | Match amical |
| 11 février 1995 | Sydney   | Australie - Colombie | 0-1   | Match amical |
| 28 février 2001 | Bogota   | Colombie - Australie | 3-2   | Match amical |
| 27 mars 2018    | Londres  | Colombie - Australie | 0-0   | Match amical |

Bilan
- Total de matchs disputés : 3
- Victoires de l'équipe d'Australie : 0
- Victoires de l'équipe de Colombie : 2
- Match nul : 2

### Corée du Nord
Confrontations entre l'Australie et la Corée du Nord :
| Date             | Lieu                | Match                     | Score | Compétition                                |
| 21 novembre 1965 | Phnom Penh Cambodge | Corée du Nord - Australie | 6-1   | Qualifications pour la Coupe du monde 1966 |
| 24 novembre 1965 | Phnom Penh Cambodge | Australie - Corée du Nord | 1-3   | Qualifications pour la Coupe du monde 1966 |
| 10 novembre 1981 | Bangkok Thaïlande   | Corée du Nord - Australie | 0-0   | Match amical                               |
| 5 décembre 2012  | Hong Kong           | Corée du Nord - Australie | 1-1   | Coupe d'Asie de l'Est de football 2013     |

Bilan
- Total de matchs disputés : 4
- Victoires de l'équipe d'Australie : 0
- Victoires de l'équipe de Corée du Nord : 2
- Match nul : 2

### Corée du Sud
Confrontations entre l'Australie et la Corée du Sud :
| Date              | Lieu                      | Match                    | Score         | Compétition                                        |
| 14 novembre 1967  | Saigon Viêt Nam           | Corée du Sud - Australie | 2-3           | Match amical                                       |
| 14 octobre 1969   | Séoul Corée du Sud        | Australie - Corée du Sud | 2-1           | Qualifications pour la Coupe du monde 1970         |
| 20 octobre 1969   | Séoul Corée du Sud        | Corée du Sud - Australie | 1-1           | Qualifications pour la Coupe du monde 1970         |
| 22 octobre 1972   | Séoul Corée du Sud        | Corée du Sud - Australie | 1-1           | Match amical                                       |
| 24 octobre 1972   | Séoul Corée du Sud        | Corée du Sud - Australie | 0-2           | Match amical                                       |
| 28 octobre 1973   | Sydney Australie          | Australie - Corée du Sud | 0-0           | Qualifications pour la Coupe du monde 1974         |
| 10 novembre 1973  | Séoul Corée du Sud        | Corée du Sud - Australie | 2-2           | Qualifications pour la Coupe du monde 1974         |
| 13 novembre 1973  | Hong Kong                 | Australie - Corée du Sud | 1-0           | Qualifications pour la Coupe du monde 1974         |
| 27 août 1977      | Sydney Australie          | Australie - Corée du Sud | 2-1           | Qualifications pour la Coupe du monde 1978         |
| 23 octobre 1977   | Pusan Corée du Sud        | Corée du Sud - Australie | 0-0           | Qualifications pour la Coupe du monde 1978         |
| 17 octobre 1982   | Singapour                 | Corée du Sud - Australie | 2-3           | Match amical                                       |
| 15 décembre 1983  | Lieu inconnu              | Corée du Sud - Australie | 1-3           | Match amical                                       |
| 21 juin 1987      | Séoul Corée du Sud        | Corée du Sud - Australie | 1-1 (5-4 pen) | Finale de la President's Cup (tournoi amical)      |
| 5 septembre 1990  | Séoul Corée du Sud        | Corée du Sud - Australie | 1-0           | Match amical                                       |
| 8 septembre 1990  | Pusan Corée du Sud        | Corée du Sud - Australie | 1-0           | Match amical                                       |
| 14 juin 1991      | Séoul Corée du Sud        | Corée du Sud - Australie | 0-0 (4-3 pen) | Demi-finale de la President's Cup (tournoi amical) |
| 24 septembre 1993 | Séoul Corée du Sud        | Corée du Sud - Australie | 1-1           | Match amical                                       |
| 27 septembre 1993 | Harare Zimbabwe           | Corée du Sud - Australie | 1-0           | Match amical                                       |
| 22 janvier 1997   | Brisbane Australie        | Australie - Corée du Sud | 2-1           | Match amical                                       |
| 11 février 1998   | Sydney Australie          | Australie - Corée du Sud | 1-0           | Match amical                                       |
| 7 octobre 2000    | Dubaï Émirats arabes unis | Corée du Sud - Australie | 4-2           | Match amical                                       |
| 3 juin 2001       | Suwon Corée du Sud        | Corée du Sud - Australie | 1-0           | Coupe des confédérations 2001                      |
| 5 septembre 2009  | Séoul Corée du Sud        | Corée du Sud - Australie | 3-1           | Match amical                                       |
| 14 janvier 2011   | Doha Qatar                | Australie - Corée du Sud | 1-1           | Coupe d'Asie des Nations 2011 (1er tour, groupe C) |
| 14 novembre 2012  | Hwaseong Corée du Sud     | Corée du Sud - Australie | 1-2           | Match amical                                       |
| 20 juillet 2013   | Hwaseong Corée du Sud     | Corée du Sud - Australie | 0-0           | Coupe d'Asie de l'Est 2013                         |
| 17 janvier 2015   | Brisbane Australie        | Australie - Corée du Sud | 0-1           | Coupe d'Asie des Nations 2015 (1er tour, groupe A) |
| 31 janvier 2015   | Sydney Australie          | Corée du Sud - Australie | 1-2 (a.p.)    | Coupe d'Asie des Nations 2015 (finale)             |
| 17 novembre 2018  | Brisbane Australie        | Australie - Corée du Sud | 1-1           | Match amical                                       |
| 2 février 2024    | Al Wakrah Qatar           | Australie - Corée du Sud | 1-2 (a. p.)   | Coupe d'Asie des Nations 2023                      |

Bilan
- Total de matchs disputés : 29
- Victoires de l'équipe d'Australie : 12
- Victoires de l'équipe de Corée du Sud : 8
- Matchs nuls : 11

### Croatie
Confrontations entre l'Australie et la Croatie :
| Date            | Lieu                | Match               | Score | Compétition                                |
| 5 juillet 1992  | Melbourne Australie | Australie - Croatie | 1-0   | Match amical                               |
| 8 juillet 1992  | Adélaïde Australie  | Australie - Croatie | 3-1   | Match amical                               |
| 12 juillet 1992 | Sydney Australie    | Australie - Croatie | 0-0   | Match amical                               |
| 6 juin 1998     | Zagreb Croatie      | Croatie - Australie | 7-0   | Match amical                               |
| 22 juin 2006    | Stuttgart Allemagne | Croatie - Australie | 2-2   | Coupe du monde de football 2006 (1er tour) |
| 6 juin 2014     | Salvador Brésil     | Croatie - Australie | 1-0   | Match amical                               |

Bilan
- Total de matchs disputés : 6
- Victoires de l'équipe d'Australie : 2
- Victoires de l'équipe de Croatie : 2
- Matchs nuls : 2

## D

### Danemark
Confrontations entre l'Australie et le Danemark :
| Date             | Lieu                         | Match                | Score | Compétition                    |
| 6 février 2007   | Londres Angleterre           | Australie - Danemark | 1-3   | Match amical                   |
| 1er juin 2010    | Johannesbourg Afrique du Sud | Australie - Danemark | 1-0   | Match amical                   |
| 2 juin 2012      | Copenhague Danemark          | Danemark - Australie | 2-0   | Match amical                   |
| 21 juin 2018     | Samara Russie                | Danemark - Australie | 1-1   | Coupe du monde 2018 (Groupe C) |
| 30 November 2022 | Al Wakrah Qatar              | Australie - Danemark | 1-0   | 2022 FIFA World Cup Group D    |

Bilan
- Total de matchs disputés : 5
- Victoires de l'équipe d'Australie : 2
- Victoires de l'équipe du Danemark : 2
- Match nul : 1

## E

### Écosse
Confrontations entre l'Australie et l'Écosse :
| Date             | Lieu                | Match              | Score | Compétition                                |
| 20 novembre 1985 | Glasgow Écosse      | Écosse - Australie | 2-0   | Qualifications pour la Coupe du monde 1986 |
| 4 décembre 1985  | Melbourne Australie | Australie - Écosse | 0-0   | Qualifications pour la Coupe du monde 1986 |
| 27 mars 1996     | Glasgow Écosse      | Écosse - Australie | 1-0   | Match amical                               |
| 15 novembre 2000 | Glasgow Écosse      | Écosse - Australie | 0-2   | Match amical                               |
| 15 août 2012     | Édimbourg Écosse    | Écosse - Australie | 3-1   | Match amical                               |

Bilan
- Total de matchs disputés : 5
- Victoires de l'équipe d'Australie : 1
- Victoires de l'équipe d'Écosse : 3
- Match nul : 1

### Égypte
Confrontations entre l'Australie et l'Égypte :
| Date         | Lieu               | Match              | Score         | Compétition  |
| 19 juin 1987 | Séoul Corée du Sud | Australie - Égypte | 0-0 (4-3 pen) | Match amical |

Bilan
- Total de matchs disputés : 1
- Victoires de l'équipe d'Australie : 0
- Victoires de l'équipe d'Égypte : 0
- Match nul : 1

### Émirats arabes unis
Confrontations entre les Émirats arabes unis et l'Australie :
|   | Date             | Lieu      | Match                           | Score | Compétition                                                              |
| - | ---------------- | --------- | ------------------------------- | ----- | ------------------------------------------------------------------------ |
| 1 | 5 janvier 2011   | Al-Aïn    | Émirats arabes unis - Australie | 0-0   | Match amical                                                             |
| 2 | 10 octobre 2014  | Abou Dabi | Émirats arabes unis - Australie | 0-0   | Match amical                                                             |
| 3 | 27 janvier 2015  | Newcastle | Australie - Émirats arabes unis | 2-0   | Coupe d'Asie des Nations 2015 (demi-finale)                              |
| 4 | 6 septembre 2016 | Abou Dabi | Émirats arabes unis - Australie | 0-1   | Éliminatoires de la Coupe du monde 2018 (zone Asie, 3e tour - gr. B)     |
| 5 | 28 mars 2017     | Sydney    | Australie - Émirats arabes unis | 2-0   | Éliminatoires de la Coupe du monde 2018 (zone Asie, 3e tour - gr. B)     |
| 6 | 25 janvier 2019  | Al-Aïn    | Émirats arabes unis - Australie | 1-0   | Coupe d'Asie des Nations 2019 (quart de finale)                          |
| 7 | 7 juin 2022      | Al Rayyan | Émirats arabes unis - Australie | 1-2   | Éliminatoires de la Coupe du monde de football 2022 (zone Asie, 4e tour) |

#### Bilan
Au 30 septembre 2022 :
- Total de matchs disputés : 7
- Victoires des Émirats arabes unis : 1
- Match nul : 2
- Victoires de l'Australie : 5
- Total de buts marqués par les Émirats arabes unis : 1
- Total de buts marqués par l'Australie : 7

### Équateur
Confrontations entre l'Australie et l'Équateur en matchs officiels.
|   | Date         | Lieu      | Match                | Score | Compétition  |
| - | ------------ | --------- | -------------------- | ----- | ------------ |
| 1 | 5 mars 2014  | Londres   | Équateur - Australie | 4-3   | Match amical |
| 2 | 24 mars 2023 | Sydney    | Australie - Équateur | 3-1   | Match amical |
| 3 | 28 mars 2023 | Melbourne | Australie - Équateur | 1-2   | Match amical |

Bilan
- Total de matchs disputés : 3
- Victories de l'Australie : 1
- Victories de l'Équateur : 2
- Matchs nuls : 0

### Espagne
Confrontations entre l'Australie et l'Espagne
| Date            | Lieu               | Match               | Score | Compétition                              |
| 24 juillet 1996 | Orlando États-Unis | Espagne - Australie | 3-2   | Jeux olympiques d'été de 1996 (Groupe B) |
| 23 juin 2014    | Curitiba Brésil    | Australie - Espagne | 0-3   | Coupe du monde 2014 (Groupe B)           |

Bilan
- Total de matchs disputés : 1
- Victoires de l'équipe d'Australie : 0
- Victoires de l'équipe d'Espagne : 1
- Matchs nuls : 0

### États-Unis
Confrontations entre l'Australie et les États-Unis :
| Date            | Lieu                         | Match                  | Score | Compétition  |
| 13 juin 1992    | Orlando États-Unis           | États-Unis - Australie | 0-1   | Match amical |
| 6 novembre 1998 | San José États-Unis          | États-Unis - Australie | 0-0   | Match amical |
| 5 juin 2010     | Johannesbourg Afrique du Sud | États-Unis - Australie | 3-1   | Match amical |

Bilan
- Total de matchs disputés : 3
- Victoires de l'équipe d'Australie : 1
- Victoires de l'équipe des États-Unis : 1
- Match nul : 1

## F

### Fidji
| Date              | Lieu                      | Match             | Score | Compétition                                |
| 19 mars 1977      | Suva Fidji                | Fidji - Australie | 1-0   | Match amical                               |
| 26 juillet 1981   | Suva Fidji                | Fidji - Australie | 1-4   | Qualifications pour la Coupe du monde 1982 |
| 14 août 1981      | Melbourne Australie       | Australie - Fidji | 10-0  | Qualifications pour la Coupe du monde 1982 |
| 26 novembre 1988  | Nadi Fidji                | Fidji - Australie | 1-0   | Qualifications pour la Coupe du monde 1990 |
| 3 décembre 1988   | Newcastle Australie       | Australie - Fidji | 5-1   | Qualifications pour la Coupe du monde 1990 |
| 25 septembre 1998 | Brisbane Australie        | Australie - Fidji | 3-1   | Coupe d'Océanie 1998                       |
| 14 avril 2001     | Coffs Harbour Australie   | Fidji - Australie | 0-2   | Qualifications pour la Coupe du monde 2002 |
| 10 juillet 2002   | Auckland Nouvelle-Zélande | Australie - Fidji | 8-0   | Coupe d'Océanie 2002                       |
| 2 juin 2004       | Adelaide Australie        | Australie - Fidji | 6-1   | Qualifications pour la Coupe du monde 2006 |

Bilan
- Total de matchs disputés : 9
- Victoires de l'équipe d'Australie : 7
- Victoires de l'équipe des Fidji : 2
- Match nul : 0

### France
|   | Date             | Lieu                  | Match              | Score | Compétition                              |
| 1 | 26 mai 1994      | Kobe - Japon          | France - Australie | 1-0   | Coupe Kirin 1994 (Amical)                |
| 2 | 1er juin 2001    | Daegu - Corée du Sud  | Australie- France  | 1-0   | Coupe des confédérations 2001 (Groupe A) |
| 3 | 11 novembre 2001 | Melbourne - Australie | Australie - France | 1-1   | Match amical                             |
| 4 | 11 octobre 2013  | Paris - France        | France - Australie | 6-0   | Match amical                             |
| 5 | 16 juin 2018     | Kazan - Russie        | France - Australie | 2-1   | Coupe du monde 2018 (Groupe C)           |
| 6 | 22 November 2022 | Al Wakrah Qatar       | France - Australie | 4-1   | 2022 FIFA World Cup Group D              |

| Rencontres | Victoires | Nuls | Défaites | Buts pour | Buts contre | Différence |
| ---------- | --------- | ---- | -------- | --------- | ----------- | ---------- |
| 6          | 1         | 1    | 4        | 4         | 14          | -10        |

## G

### Ghana
Confrontations entre l'Australie et le Ghana :
| Date              | Lieu                      | Match             | Score | Compétition                    |
| 18 juin 1995      | Sydney Australie          | Australie - Ghana | 2-1   | Match amical                   |
| 21 juin 1995      | Adelaide Australie        | Australie - Ghana | 1-0   | Match amical                   |
| 24 juin 1995      | Perth Australie           | Australie - Ghana | 0-1   | Match amical                   |
| 14 septembre 1996 | Durban Afrique du Sud     | Australie - Ghana | 2-0   | Match amical                   |
| 14 novembre 2006  | Londres Angleterre        | Australie - Ghana | 1-1   | Match amical                   |
| 23 mai 2008       | Sydney Australie          | Australie - Ghana | 1-0   | Match amical                   |
| 19 juin 2010      | Rustenburg Afrique du Sud | Australie - Ghana | 1-1   | Coupe du monde 2010 (Groupe D) |

Bilan
- Total de matchs disputés : 7
- Victoires de l'équipe d'Australie : 4
- Victoires de l'équipe du Ghana : 1
- Match nul : 2

### Grèce
Confrontations entre l'Australie et la Grèce :
| Date             | Lieu                | Match             | Score | Compétition  |
| 19 juillet 1969  | Sydney Australie    | Australie - Grèce | 1-0   | Match amical |
| 23 juillet 1969  | Brisbane Australie  | Australie - Grèce | 2-2   | Match amical |
| 26 juillet 1969  | Melbourne Australie | Australie - Grèce | 0-2   | Match amical |
| 19 novembre 1970 | Athènes Grèce       | Grèce - Australie | 1-3   | Match amical |
| 11 juin 1978     | Melbourne Australie | Australie - Grèce | 1-2   | Match amical |
| 14 juin 1978     | Adelaide Australie  | Australie - Grèce | 0-1   | Match amical |
| 11 novembre 1980 | Athènes Grèce       | Grèce - Australie | 3-3   | Match amical |
| 25 mai 2006      | Melbourne Australie | Australie - Grèce | 1-0   | Match amical |
| 4 juin 2016      | Sydney Australie    | Australie - Grèce | 1-0   | Match amical |
| 7 juin 2016      | Melbourne Australie | Australie - Grèce | 1-2   | Match amical |

Bilan
- Total de matchs disputés : 11
- Victoires de l'équipe d'Australie : 4
- Victoires de l'équipe de Grèce : 4
- Matchs nuls : 3

### Guam
Confrontations entre l'Australie et Guam :
| Date            | Lieu      | Match            | Score | Compétition                            |
| 7 décembre 2012 | Hong Kong | Guam - Australie | 0-9   | Coupe d'Asie de l'Est de football 2013 |

Bilan
- Total de matchs disputés : 1
- Victoires de l'équipe d'Australie : 1
- Victoires de l'équipe de Guam : 0
- Match nul : 0

## H

### Honduras
Confrontations entre l'Australie et le Honduras :
| Date             | Lieu                    | Match                | Score | Compétition                                               |
| 10 novembre 2017 | San Pedro Sula Honduras | Honduras - Australie | 0-0   | Barrage intercontinental aller de la Coupe du monde 2018  |
| 15 novembre 2017 | Sydney Australie        | Australie - Honduras | 3-1   | Barrage intercontinental retour de la Coupe du monde 2018 |

Bilan
- Total de matchs disputés : 2
- Victoires de l'équipe d'Australie : 1
- Victoires de l'équipe du Honduras : 0
- Match nul : 1

### Hong-Kong
Confrontations entre l'Australie et Hong Kong :
| Date             | Lieu               | Match                 | Score | Compétition                                |
| 29 novembre 1965 | Hong Kong          | Hong Kong - Australie | 1-0   | Match amical                               |
| 11 août 1976     | Canberra Australie | Australie - Hong Kong | 0-1   | Match amical                               |
| 18 août 1976     | Gosford Australie  | Australie - Hong Kong | 2-0   | Match amical                               |
| 24 octobre 1976  | Hong Kong          | Hong Kong - Australie | 0-2   | Match amical                               |
| 10 juillet 1977  | Adelaide Australie | Australie - Hong Kong | 3-0   | Qualifications pour la Coupe du monde 1978 |
| 30 octobre 1977  | Hong Kong          | Hong Kong - Australie | 2-5   | Qualifications pour la Coupe du monde 1978 |
| 5 décembre 1980  | Hong Kong          | Hong Kong - Australie | 1-0   | Match amical                               |
| 3 décembre 2012  | Hong Kong          | Hong Kong - Australie | 0-1   | Coupe d'Asie de l'Est de football 2013     |

Bilan
- Total de matchs disputés : 8
- Victoires de l'équipe d'Australie : 5
- Victoires de l'équipe de Hong Kong : 3
- Match nul : 0

### Hongrie
Confrontations entre l'Australie et la Hongrie :
| Date            | Lieu             | Match               | Score | Compétition  |
| 2 avril 1997    | Budapest Hongrie | Hongrie - Australie | 1-3   | Match amical |
| 23 février 2000 | Budapest Hongrie | Hongrie - Australie | 0-3   | Match amical |
| 9 juin 2018     | Budapest Hongrie | Hongrie - Australie | 1-2   | Match amical |

Bilan
- Total de matchs disputés : 3
- Victoires de l'équipe d'Australie : 4
- Victoires de l'équipe de Hongrie : 1
- Match nul : 0

## I

### Îles Cook
Confrontations entre l'Australie et les Îles Cook :
| Date              | Lieu                        | Match                 | Score | Compétition          |
| 28 septembre 1998 | Brisbane Australie          | Australie - Îles Cook | 16-0  | Coupe d'Océanie 1998 |
| 19 juin 2000      | Papeete Polynésie française | Australie - Îles Cook | 17-0  | Coupe d'Océanie 2000 |

Bilan
- Total de matchs disputés : 2
- Victoires de l'équipe d'Australie : 2
- Victoires de l'équipe des Îles Cook : 0
- Match nul : 0

### Îles Salomon
Confrontations entre l'Australie et les Îles Salomon :
| Date              | Lieu                        | Match                    | Score | Compétition                                |
| 4 septembre 1992  | Honiara Îles Salomon        | Îles Salomon - Australie | 1-2   | Qualifications pour la Coupe du monde 1994 |
| 26 septembre 1992 | Newcastle Australie         | Australie - Îles Salomon | 6-1   | Qualifications pour la Coupe du monde 1994 |
| 11 juin 1997      | Sydney Australie            | Australie - Îles Salomon | 13-0  | Qualifications pour la Coupe du monde 1998 |
| 17 juin 1997      | Sydney Australie            | Îles Salomon - Australie | 2-6   | Qualifications pour la Coupe du monde 1998 |
| 23 juin 2000      | Papeete Polynésie française | Îles Salomon - Australie | 0-6   | Coupe d'Océanie 2000                       |
| 6 juin 2004       | Adelaide Australie          | Îles Salomon - Australie | 2-2   | Qualifications pour la Coupe du monde 2006 |
| 9 octobre 2004    | Honiara Îles Salomon        | Îles Salomon - Australie | 1-5   | Coupe d'Océanie 2004                       |
| 12 octobre 2004   | Sydney Australie            | Australie - Îles Salomon | 6-0   | Coupe d'Océanie 2004                       |
| 3 septembre 2005  | Sydney Australie            | Australie - Îles Salomon | 7-0   | Qualifications pour la Coupe du monde 2006 |
| 6 septembre 2005  | Honiara Îles Salomon        | Îles Salomon - Australie | 1-2   | Qualifications pour la Coupe du monde 2006 |

Bilan
- Total de matchs disputés : 10
- Victoires de l'équipe d'Australie : 9
- Victoires de l'équipe des Îles Salomon : 0
- Match nul : 1

### Inde
Confrontations entre l'Australie et l'Inde :
| Date              | Lieu            | Match            | Score | Compétition                   |
| 3 septembre 1938  | Sydney          | Australie - Inde | 5-3   | Match amical                  |
| 10 septembre 1938 | Brisbane        | Australie - Inde | 4-4   | Match amical                  |
| 17 septembre 1938 | Newcastle       | Australie - Inde | 1-4   | Match amical                  |
| 24 septembre 1938 | Sydney          | Australie - Inde | 5-4   | Match amical                  |
| 1er octobre 1938  | Melbourne       | Australie - Inde | 3-1   | Match amical                  |
| 12 décembre 1956  | Sydney          | Australie - Inde | 1-7   | Match amical                  |
| 10 janvier 2011   | Doha Qatar      | Inde - Australie | 0-4   | Coupe d'Asie des Nations 2011 |
| 13 janvier 2024   | Al Rayyan Qatar | Australie - Inde | 2-0   | Coupe d'Asie des Nations 2023 |

Bilan
- Total de matchs disputés : 8
- Victoires de l'équipe d'Australie : 5
- Victoires de l'équipe d'Inde : 2
- Match nul : 1

### Indonésie
Confrontations entre l'Australie et l'Indonésie :
| Date             | Lieu                | Match                 | Score | Compétition                                |
| 17 novembre 1967 | Jakarta Indonésie   | Indonésie - Australie | 0-2   | Match amical                               |
| 20 novembre 1967 | Jakarta Indonésie   | Indonésie - Australie | 1-3   | Match amical                               |
| 7 octobre 1972   | Jakarta Indonésie   | Indonésie - Australie | 1-4   | Match amical                               |
| 13 mars 1973     | Sydney Australie    | Australie - Indonésie | 2-1   | Qualifications pour la Coupe du monde 1974 |
| 24 mars 1973     | Sydney Australie    | Australie - Indonésie | 6-1   | Qualifications pour la Coupe du monde 1974 |
| 21 mai 1974      | Jakarta Indonésie   | Indonésie - Australie | 1-2   | Match amical                               |
| 20 octobre 1976  | Jakarta Indonésie   | Indonésie - Australie | 1-1   | Match amical                               |
| 7 décembre 1980  | Jakarta Indonésie   | Indonésie - Australie | 1-1   | Match amical                               |
| 20 mai 1981      | Melbourne Australie | Australie - Indonésie | 2-0   | Qualifications pour la Coupe du monde 1982 |
| 30 août 1981     | Surabaya Indonésie  | Indonésie - Australie | 1-0   | Qualifications pour la Coupe du monde 1982 |
| 11 octobre 1982  | Singapour           | Indonésie - Australie | 0-2   | Match amical                               |
| 14 octobre 1984  | Singapour           | Australie - Indonésie | 2-1   | Match amical                               |
| 25 août 1990     | Jakarta Indonésie   | Indonésie - Australie | 0-3   | Match amical                               |
| 14 août 1992     | Jakarta Indonésie   | Indonésie - Australie | 0-3   | Match amical                               |
| 29 mars 2005     | Perth Australie     | Australie - Indonésie | 3-0   | Match amical                               |
| 28 janvier 2009  | Jakarta Indonésie   | Indonésie - Australie | 0-0   | Éliminatoires de la Coupe d'Asie 2011      |
| 3 mars 2010      | Brisbane Australie  | Australie - Indonésie | 1-0   | Éliminatoires de la Coupe d'Asie 2011      |
| 28 janvier 2024  | Al Rayyan Qatar     | Australie - Indonésie | 4-0   | Coupe d'Asie des nations 2023              |

Bilan
- Total de matchs disputés : 18
- Victoires de l'équipe d'Australie : 14
- Victoires de l'équipe d'Indonésie : 1
- Matchs nuls : 3

### Irak
Confrontations entre l'Australie et l'Irak :
| Date               | Lieu                | Match            | Score      | Compétition                                                    |
| 11 mars 1973       | Sydney Australie    | Australie - Irak | 3-1        | Qualifications pour la Coupe du monde 1974                     |
| 18 mars 1973       | Melbourne Australie | Australie - Irak | 0-0        | Qualifications pour la Coupe du monde 1974                     |
| 26 mars 2005       | Sydney Australie    | Australie - Irak | 2-1        | Match amical                                                   |
| 13 juillet 2007    | Bangkok Thaïlande   | Irak - Australie | 3-1        | Coupe d'Asie des Nations 2007 (1er tour, groupe A)             |
| 1er juin 2008      | Brisbane Australie  | Australie - Irak | 1-0        | Qualifications pour la Coupe du monde 2010 (3e tour, groupe 1) |
| 7 juin 2008        | Dubaï Qatar         | Irak - Australie | 1-0        | Qualifications pour la Coupe du monde 2010 (3e tour, groupe 1) |
| 22 janvier 2011    | Doha Qatar          | Australie - Irak | 1-0 (a.p.) | Coupe d'Asie des Nations 2011 (quart de finale)                |
| 16 octobre 2012    | Doha Qatar          | Irak - Australie | 1-2        | Qualifications pour la Coupe du monde 2014 (4e tour, groupe 2) |
| 18 juin 2013       | Sydney Australie    | Australie - Irak | 1-0        | Qualifications pour la Coupe du monde 2014 (4e tour, groupe 2) |
| 1er septembre 2016 | Perth Australie     | Australie - Irak | 2-0        | Qualifications pour la Coupe du Monde 2018 (3e tour, groupe B) |
| 23 mars 2017       | Téhéran Iran        | Irak - Australie | 1-1        | Qualifications pour la Coupe du Monde 2018 (3e tour, groupe B) |

Bilan
- Total de matchs disputés : 11
- Victoires de l'équipe d'Australie : 7
- Victoires de l'équipe d'Irak : 2
- Matchs nuls : 2

### Iran
Confrontations entre l'Australie et l'Iran :
| Date             | Lieu                | Match            | Score | Compétition                                                       |
| 18 août 1973     | Sydney Australie    | Australie - Iran | 3-0   | Qualifications pour la Coupe du monde de football 1974            |
| 24 août 1973     | Téhéran Iran        | Iran - Australie | 2-0   | Qualifications pour la Coupe du monde de football 1974            |
| 14 juillet 1977  | Melbourne Australie | Australie - Iran | 0-1   | Qualifications pour la Coupe du monde de football 1978            |
| 25 novembre 1977 | Téhéran Iran        | Iran - Australie | 1-0   | Qualifications pour la Coupe du monde de football 1978            |
| 22 novembre 1997 | Téhéran Iran        | Iran - Australie | 1-1   | Qualifications pour la Coupe du monde de football 1998 (barrages) |
| 29 novembre 1997 | Melbourne Australie | Australie - Iran | 2-2   | Qualifications pour la Coupe du monde de football 1998 (barrages) |

Bilan
- Total de matchs disputés : 6
- Victoires de l'équipe d'Australie : 1
- Victoires de l'équipe d'Iran : 3
- Match nul : 2

### Irlande
Confrontations entre l'Australie et l'Irlande :
| Date         | Lieu             | Match               | Score | Compétition  |
| 19 août 2003 | Dublin Irlande   | Irlande - Australie | 2-1   | Match amical |
| 12 août 2009 | Limerick Irlande | Irlande - Australie | 0-3   | Match amical |

Bilan
- Total de matchs disputés : 2
- Victoires de l'équipe d'Australie : 1
- Victoires de l'équipe d'Irlande : 1
- Match nul : 0

### Irlande du Nord
Confrontations entre l'Australie et l'Irlande du Nord :
| Date         | Lieu                | Match                       | Score | Compétition  |
| 11 juin 1980 | Sydney Australie    | Australie - Irlande du Nord | 1-2   | Match amical |
| 15 juin 1980 | Melbourne Australie | Australie - Irlande du Nord | 1-1   | Match amical |
| 18 juin 1980 | Adelaide Australie  | Australie - Irlande du Nord | 1-2   | Match amical |

Bilan
- Total de matchs disputés : 3
- Victoires de l'équipe d'Australie : 0
- Victoires de l'équipe d'Irlande du Nord : 2
- Match nul : 1

### Israël
Confrontations entre l'Australie et l'Israël :
| Date             | Lieu                | Match              | Score | Compétition                                |
| 4 décembre 1969  | Tel-Aviv Israël     | Israël - Australie | 1-0   | Qualifications pour la Coupe du monde 1970 |
| 14 décembre 1969 | Sydney Australie    | Australie - Israël | 1-1   | Qualifications pour la Coupe du monde 1970 |
| 10 novembre 1970 | Tel-Aviv Israël     | Israël - Australie | 0-1   | Match amical                               |
| 11 novembre 1971 | Brisbane Australie  | Australie - Israël | 2-2   | Match amical                               |
| 14 novembre 1971 | Sydney Australie    | Australie - Israël | 1-0   | Match amical                               |
| 21 novembre 1971 | Melbourne Australie | Australie - Israël | 1-3   | Match amical                               |
| 28 mai 1974      | Jaffa Israël        | Israël - Australie | 2-0   | Match amical                               |
| 3 novembre 1976  | Tel-Aviv Israël     | Israël - Australie | 1-1   | Match amical                               |
| 12 février 1977  | Melbourne Australie | Australie - Israël | 1-1   | Match amical                               |
| 16 février 1977  | Sydney Australie    | Australie - Israël | 1-1   | Match amical                               |
| 2 décembre 1980  | Beer Sheva Israël   | Israël - Australie | 0-1   | Match amical                               |
| 8 octobre 1985   | Tel-Aviv Israël     | Israël - Australie | 1-2   | Qualifications pour la Coupe du monde 1986 |
| 20 octobre 1985  | Melbourne Australie | Australie - Israël | 1-1   | Qualifications pour la Coupe du monde 1986 |
| 19 mars 1989     | Tel-Aviv Israël     | Israël - Australie | 1-1   | Qualifications pour la Coupe du monde 1990 |
| 16 avril 1989    | Sydney Australie    | Australie - Israël | 1-1   | Qualifications pour la Coupe du monde 1990 |

Bilan
- Total de matchs disputés : 15
- Victoires de l'équipe d'Australie : 4
- Victoires de l'équipe d'Israël : 3
- Match nul : 8

### Italie
Confrontations entre l'Australie et l'Italie :
| Date         | Lieu                     | Match              | Score | Compétition         |
| 26 juin 2006 | Kaiserslautern Allemagne | Italie - Australie | 1-0   | Coupe du monde 2006 |

Bilan
- Total de matchs disputés : 1
- Victoires de l'équipe d'Australie : 0
- Victoires de l'équipe d'Italie : 1
- Match nul : 0

## J

### Jamaïque
Confrontations entre l'Australie et la Jamaïque :
| Date             | Lieu               | Match                | Score | Compétition  |
| 7 septembre 2003 | Reading Angleterre | Australie - Jamaïque | 2-1   | Match amical |
| 9 octobre 2005   | Londres Angleterre | Australie - Jamaïque | 5-0   | Match amical |

Bilan
- Total de matchs disputés : 2
- Victoires de l'équipe d'Australie : 2
- Victoires de l'équipe de Jamaïque : 0
- Match nul : 0

### Japon
Confrontations entre l'Australie et le Japon :
| Date              | Lieu           | Match             | Score             | Compétition                                                     |
| 30 mars 1968      | Sydney         | Australie - Japon | 2-2               | Match amical                                                    |
| 31 mars 1968      | Melbourne      | Australie - Japon | 3-1               | Match amical                                                    |
| 4 avril 1968      | Adélaïde       | Australie - Japon | 1-3               | Match amical                                                    |
| 10 octobre 1969   | Séoul          | Japon - Australie | 1-3               | Qualifications pour la Coupe du monde 1970 - Tour préliminaire  |
| 16 octobre 1969   | Séoul          | Australie - Japon | 1-1               | Qualifications pour la Coupe du monde 1970 - Tour préliminaire  |
| 22 mai 1994       | Hiroshima      | Japon - Australie | 1-1               | Match amical - Coupe Kirin                                      |
| 29 septembre 1994 | Tokyo          | Japon - Australie | 0-0               | Match amical                                                    |
| 15 février 1995   | Sydney         | Australie - Japon | 2-1               | Match amical                                                    |
| 10 février 1996   | Wollongong     | Australie - Japon | 1-4               | Match amical                                                    |
| 14 février 1996   | Melbourne      | Australie - Japon | 3-0               | Match amical                                                    |
| 15 février 1998   | Adélaïde       | Australie - Japon | 0-3               | Match amical                                                    |
| 7 juin 2001       | Yokohama       | Japon - Australie | 1-0               | Coupe des confédérations 2001 - 1/2 Finale                      |
| 15 août 2001      | Shizuoka       | Japon - Australie | 3-0               | Qualifications pour la Coupe d'Asie 2001                        |
| 12 juin 2006      | Kaiserslautern | Australie - Japon | 3-1               | Coupe du monde 2006 - 1er tour (Groupe F)                       |
| 21 juillet 2007   | Hanoï          | Japon - Australie | 1-1 (t.a.b : 4-3) | Coupe d'Asie des nations 2007 - 1/4 Finale                      |
| 11 février 2009   | Yokohama       | Japon - Australie | 0-0               | Qualifications pour la Coupe du monde 2010 - 4e tour (Groupe 1) |
| 17 juin 2009      | Melbourne      | Australie - Japon | 2-1               | Qualifications pour la Coupe du monde 2010 - 4e tour (Groupe 1) |
| 29 janvier 2011   | Doha           | Japon - Australie | 1-0 a.p.          | Coupe d'Asie des nations 2011 - Finale                          |
| 12 juin 2012      | Brisbane       | Australie - Japon | 1-1               | Qualifications pour la Coupe du monde 2014 - 4e tour (Groupe 2) |
| 4 juin 2013       | Saitama        | Japon - Australie | 1-1               | Qualifications pour la Coupe du monde 2014 - 4e tour (Groupe 2) |
| 25 juillet 2013   | Séoul          | Japon - Australie | 3-2               | Coupe d'Asie de l'Est 2013                                      |
| 18 novembre 2014  | Osaka          | Japon - Australie | 2-1               | Match amical                                                    |
| 11 octobre 2016   | Melbourne      | Australie - Japon | 1-1               | Qualifications pour la Coupe du Monde 2018 (3e tour, groupe B)  |
| 31 août 2017      | Saitama        | Japon - Australie | 2-0               | Qualifications pour la Coupe du Monde 2018 (3e tour, groupe B)  |
| 24 mars 2022      | Sydney         | Australie - Japon | 0-2               | Éliminatoires de la Coupe du monde de football 2022             |

- Les deux équipes se sont également affrontés lors des JO de Melbourne 1956 le 27 novembre 1956 (victoire australienne 2-0).

Bilan
Total de matchs disputés : 25
- Victoires de l'équipe d'Australie : 6
- Matchs nuls : 9
- Victoires de l'équipe du Japon : 10

### Jordanie
Confrontations entre l'Australie et la Jordanie :
| Date              | Lieu                       | Match                | Score | Compétition                                         |
| 11 septembre 2012 | Amman Jordanie             | Jordanie - Australie | 2-1   | Qualifications pour la Coupe du monde 2014 4e tour  |
| 11 juin 2013      | Melbourne Australie        | Australie - Jordanie | 4-0   | Qualifications pour la Coupe du monde 2014 4e tour  |
| 8 octobre 2015    | Amman Jordanie             | Jordanie - Australie | 2-0   | Qualifications pour la Coupe du Monde 2018          |
| 29 mars 2016      | Sydney Australie           | Australie - Jordanie | 5-1   | Qualifications pour la Coupe du Monde 2018          |
| 6 janvier 2019    | Al-Aïn Émirats arabes unis | Australie - Jordanie | 0-1   | Coupe d'Asie des nations de football 2019 Groupe B  |
| 15 juin 2021      | Koweït                     | Australie - Jordanie | 1-0   | Éliminatoires de la Coupe du monde de football 2022 |
| 1er juin 2022     | Al Wakrah Qatar            | Australie - Jordanie | 2-1   | Match amical                                        |

Bilan
- Total de matchs disputés : 7
- Victoires de l'équipe d'Australie : 5
- Victoires de l'équipe de Jordanie : 4
- Match nul : 0

## K

### Kenya
Confrontations entre l'Australie et le Kenya :
| Date              | Lieu                    | Match             | Score | Compétition  |
| 21 septembre 1996 | Pretoria Afrique du Sud | Australie - Kenya | 4-0   | Match amical |

Bilan
- Total de matchs disputés : 1
- Victoires de l'équipe d'Australie : 1
- Victoires de l'équipe du Kenya : 0
- Match nul : 0

### Kirghizistan

#### Confrontations
Confrontations entre l'Australie et le Kirghizistan :
|   | Date             | Lieu     | Match                    | Score | Compétition                                                   |
| - | ---------------- | -------- | ------------------------ | ----- | ------------------------------------------------------------- |
| 1 | 16 mai 2015      | Bichkek  | Kirghizistan - Australie | 1-2   | Éliminatoires de la Coupe d'Asie des nations de football 2019 |
| 2 | 12 novembre 2015 | Canberra | Australie - Kirghizistan | 3-0   | Éliminatoires de la Coupe d'Asie des nations de football 2019 |

#### Bilan
Au 3 avril 2019 :
- Total de matchs disputés : 2
- Victoires de l'Australie : 2
- Match nul : 0
- Victoires du Kirghizistan : 0
- Total de buts marqués par l'Australie : 5
- Total de buts marqués par le Kirghizistan : 1

### Koweït

#### Confrontations
Confrontations entre l'Australie et le Koweït en matches officiels :
| Date              | Lieu         | Match               | Score | Compétition                                             |
| 16 octobre 1977   | Sydney       | Australie - Koweït  | 1-2   | Qualifications pour la Coupe du monde 1978 (Tour final) |
| 19 novembre 1977  | Koweït       | Koweït - Australie  | 1-0   | Qualifications pour la Coupe du monde 1978 (Tour final) |
| 15 avril 1993     | Singapour    | Koweït - Australie  | 0-1   | Match amical                                            |
| 19 avril 1993     | Singapour    | Koweït - Australie  | 3-1   | Match amical                                            |
| 24 septembre 1994 | Kuala Lumpur | Koweït - Australie  | 0-0   | Match amical                                            |
| 4 octobre 2000    | Dubaï        | Koweït - Australie  | 0-1   | Match amical                                            |
| 16 août 2006      | Sydney       | Australie - Koweït  | 2-0   | Qualifications pour la Coupe d'Asie 2007                |
| 6 septembre 2006  | Koweït       | Koweït - Australie  | 2-0   | Qualifications pour la Coupe d'Asie 2007                |
| 5 mars 2009       | Canberra     | Australie - Koweït  | 0-1   | Qualifications pour la Coupe d'Asie 2011 (Groupe B)     |
| 6 janvier 2010    | Koweït City  | Koweït - Australie  | 2-2   | Qualifications pour la Coupe d'Asie 2011 (Groupe B)     |
| 9 janvier 2015    | Melbourne    | Australie - Koweït  | 4-1   | Coupe d'Asie des Nations 2015 (1er tour, groupe A)      |
| 15 octobre 2018   | Koewït       | Koeweït - Australie | 0-4   | Match amical                                            |
| 10 septembre 2019 | Koweït       | Koeweït - Australie | 0-3   | Éliminatoires de la Coupe du monde football 2022        |
| 3 juin 2021       | Kowëit       | Australie - Kowëit  | 3-0   | Éliminatoires de la Coupe du monde de football 2022     |

#### Bilan partiel
- Total de matchs disputés : 14
- Victoires de l'Australie : 14 (36,36 %)
- Victoires du Koweït : 5 (45,45 %)
- Matchs nuls : 2 (18,18 %)
- Buts marqués par l'Australie : 22
- Buts marqués par le Koweït : 12

## L

### Liechtenstein
Confrontations entre l'Australie et le Liechtenstein :
| Date        | Lieu          | Match                     | Score | Compétition  |
| 7 juin 2006 | Ulm Allemagne | Australie - Liechtenstein | 3-1   | Match amical |

Bilan
- Total de matchs disputés : 1
- Victoires de l'équipe d'Australie : 1
- Victoires de l'équipe du Liechtenstein : 0
- Match nul : 0

## M

### Macao

#### Confrontations
Confrontations entre Macao et l'Australie :
|   | Date            | Lieu  | Match             | Score | Compétition  |
| - | --------------- | ----- | ----------------- | ----- | ------------ |
| 1 | 30 octobre 1970 | Macao | Macao - Australie | 0-9   | Match amical |

#### Bilan
Au 9 avril 2019 :
- Total de matchs disputés : 1
- Victoires de Macao : 0
- Matchs nuls : 0
- Victoires de l'Australie : 1
- Total de buts marqués par Macao : 0
- Total de buts marqués par l'Australie : 9

### Macédoine
Confrontations entre l'Australie et la Macédoine :
| Date         | Lieu                     | Match                 | Score | Compétition  |
| 12 mars 1997 | Skopje Macédoine du Nord | Macédoine - Australie | 0-1   | Match amical |
| 30 mars 2015 | Skopje Macédoine du Nord | Macédoine - Australie | 0-0   | Match amical |

Bilan
- Total de matchs disputés : 2
- Victoires de l'équipe d'Australie : 1
- Victoires de l'équipe de Macédoine : 0
- Match nul : 1

### Malaisie
Confrontations entre l'Australie et la Malaisie :
| Date             | Lieu                  | Match                | Score    | Compétition  |
| 7 décembre 1965  | Ipoh Malaisie         | Malaisie - Australie | 0-1      | Match amical |
| 8 décembre 1965  | Ipoh Malaisie         | Malaisie - Australie | 0-3      | Match amical |
| 12 novembre 1967 | Saigon Viêt Nam       | Malaisie - Australie | 0-1 a.p. | Match amical |
| 27 novembre 1967 | Kuala Lumpur Malaisie | Malaisie - Australie | 0-4      | Match amical |
| 14 octobre 1982  | Singapour             | Malaisie - Australie | 0-5      | Match amical |
| 11 août 1992     | Jakarta Indonésie     | Australie - Malaisie | 0-1      | Match amical |

Bilan
- Total de matchs disputés : 6
- Victoires de l'équipe d'Australie : 5
- Victoires de l'équipe de Malaisie : 1
- Match nul : 0

### Maroc
Confrontations entre l'Australie et le Maroc :
| Date        | Lieu                   | Match             | Score | Compétition            |
| 9 juin 1987 | Gangneung Corée du Sud | Maroc - Australie | 0-1   | Match amical (tournoi) |

Bilan
- Total de matchs disputés : 1
- Victoires de l'équipe d'Australie : 1 (100 %)
- Victoires de l'équipe du Maroc : 0 (0 %)
- Match nul : 0 (0 %)

### Mexique
Confrontations entre l'Australie et l'équipe du Mexique :
| Date              | Lieu                  | Match               | Score | Compétition                              |
| 2 décembre 1970   | Mexico Mexique        | Mexique - Australie | 3-0   | Match amical                             |
| 24 août 1980      | Sydney Australie      | Australie - Mexique | 2-2   | Match amical                             |
| 26 août 1980      | Melbourne Australie   | Australie - Mexique | 1-1   | Match amical                             |
| 12 décembre 1997  | Riyad Arabie saoudite | Mexique - Australie | 1-3   | Coupe des confédérations 1997 (Groupe A) |
| 30 mai 2001       | Suwon Corée du Sud    | Mexique - Australie | 0-2   | Coupe des confédérations 2001 (Groupe A) |
| 12 septembre 2023 | Arlington États-Unis  | Mexique - Australie | 3-3   | Match amical                             |

Bilan
- Total de matchs disputés : 6
- Victoires de l'équipe d'Australie :
- Victoires de l'équipe du Mexique :
- Match nul : 3

## N

### Népal
Confrontations entre l'Australie et le Népal
| Date            | Lieu     | Match             | Score | Competition                                         |
| 10 octobre 2019 | Canberra | Austalie - Népal  | 5-0   | Éliminatoires de la Coupe du monde de football 2022 |
| 11 juin 2021    | Koweït   | Népal - Australie | 0-3   | Éliminatoires de la Coupe du monde de football 2022 |

Bilan
- Total de matcha disputés : 2
- Victories de l' Australie : 4
- Victories de l' Nepal : 0
- Match nul : 0

### Nigeria
Confrontations entre l'Australie et le Nigeria :
| Date             | Lieu               | Match               | Score | Compétition  |
| 17 novembre 2007 | Londres Angleterre | Australie - Nigeria | 1-0   | Match amical |

Bilan
- Total de matchs disputés : 1
- Victoires de l'équipe d'Australie : 1
- Victoires de l'équipe du Nigeria : 0
- Match nul : 0

### Norvège
Confrontations entre l'Australie et la Norvège :
| Date             | Lieu               | Match               | Score | Compétition  |
| 25 janvier 1997  | Sydney Australie   | Australie - Norvège | 1-0   | Match amical |
| 16 novembre 2004 | Londres Angleterre | Australie - Norvège | 2-2   | Match amical |
| 23 mars 2018     | Oslo Norvège       | Norvège - Australie | 4-1   | Match amical |

Bilan
- Total de matchs disputés : 3
- Victoires de l'équipe d'Australie : 2
- Victoires de l'équipe de Norvège : 4
- Match nul : 1

### Nouvelle-Zélande
Confrontations entre l'Australie et la Nouvelle-Zélande :
| Date              | Lieu                          | Match                        | Score | Compétition                                                     |
| 17 juin 1922      | Dunedin Nouvelle-Zélande      | Nouvelle-Zélande - Australie | 3-1   | Match amical                                                    |
| 24 juin 1922      | Wellington Nouvelle-Zélande   | Nouvelle-Zélande - Australie | 1-1   | Match amical                                                    |
| 8 juillet 1922    | Auckland Nouvelle-Zélande     | Nouvelle-Zélande - Australie | 3-1   | Match amical                                                    |
| 9 juin 1923       | Brisbane Australie            | Australie - Nouvelle-Zélande | 2-1   | Match amical                                                    |
| 16 juin 1923      | Sydney Australie              | Australie - Nouvelle-Zélande | 2-3   | Match amical                                                    |
| 30 juin 1923      | Newcastle Australie           | Australie - Nouvelle-Zélande | 1-4   | Match amical                                                    |
| 5 juin 1933       | Brisbane Australie            | Australie - Nouvelle-Zélande | 4-2   | Match amical                                                    |
| 17 juin 1933      | Sydney Australie              | Australie - Nouvelle-Zélande | 6-4   | Match amical                                                    |
| 24 juin 1933      | Sydney Australie              | Australie - Nouvelle-Zélande | 4-2   | Match amical                                                    |
| 4 juillet 1936    | Dunedin Nouvelle-Zélande      | Nouvelle-Zélande - Australie | 1-7   | Match amical                                                    |
| 11 juillet 1936   | Wellington Nouvelle-Zélande   | Nouvelle-Zélande - Australie | 0-10  | Match amical                                                    |
| 18 juillet 1936   | Auckland Nouvelle-Zélande     | Nouvelle-Zélande - Australie | 1-4   | Match amical                                                    |
| 14 août 1948      | Wellington Nouvelle-Zélande   | Nouvelle-Zélande - Australie | 0-6   | Match amical                                                    |
| 28 août 1948      | Christchurch Nouvelle-Zélande | Nouvelle-Zélande - Australie | 0-7   | Match amical                                                    |
| 4 septembre 1948  | Wellington Nouvelle-Zélande   | Nouvelle-Zélande - Australie | 0-4   | Match amical                                                    |
| 11 septembre 1948 | Auckland Nouvelle-Zélande     | Nouvelle-Zélande - Australie | 1-8   | Match amical                                                    |
| 14 août 1954      | Melbourne Australie           | Australie - Nouvelle-Zélande | 1-2   | Match amical                                                    |
| 28 août 1954      | Brisbane Australie            | Australie - Nouvelle-Zélande | 4-1   | Match amical                                                    |
| 4 septembre 1954  | Sydney Australie              | Australie - Nouvelle-Zélande | 4-1   | Match amical                                                    |
| 16 août 1958      | Wellington Nouvelle-Zélande   | Nouvelle-Zélande - Australie | 2-3   | Match amical                                                    |
| 23 août 1958      | Auckland Nouvelle-Zélande     | Nouvelle-Zélande - Australie | 2-2   | Match amical                                                    |
| 5 novembre 1967   | Saigon Viêt Nam               | Nouvelle-Zélande - Australie | 3-5   | Match amical                                                    |
| 9 octobre 1972    | Jakarta Indonésie             | Australie - Nouvelle-Zélande | 3-1   | Match amical                                                    |
| 4 mars 1973       | Auckland Nouvelle-Zélande     | Nouvelle-Zélande - Australie | 1-1   | Qualifications pour la Coupe du monde 1974                      |
| 16 mars 1973      | Sydney Australie              | Australie - Nouvelle-Zélande | 3-3   | Qualifications pour la Coupe du monde 1974                      |
| 29 février 1976   | Auckland Nouvelle-Zélande     | Nouvelle-Zélande - Australie | 0-1   | Match amical                                                    |
| 2 mars 1976       | Melbourne Australie           | Australie - Nouvelle-Zélande | 3-3   | Match amical                                                    |
| 27 mars 1977      | Sydney Australie              | Australie - Nouvelle-Zélande | 3-1   | Qualifications pour la Coupe du monde 1978                      |
| 30 mars 1977      | Auckland Nouvelle-Zélande     | Nouvelle-Zélande - Australie | 1-1   | Qualifications pour la Coupe du monde 1978                      |
| 13 juin 1979      | Auckland Nouvelle-Zélande     | Nouvelle-Zélande - Australie | 1-0   | Match amical                                                    |
| 25 avril 1981     | Auckland Nouvelle-Zélande     | Nouvelle-Zélande - Australie | 3-3   | Qualifications pour la Coupe du monde 1982                      |
| 16 mai 1981       | Sydney Australie              | Australie - Nouvelle-Zélande | 0-2   | Qualifications pour la Coupe du monde 1982                      |
| 22 février 1983   | Auckland Nouvelle-Zélande     | Nouvelle-Zélande - Australie | 2-1   | Match amical                                                    |
| 27 février 1983   | Melbourne Australie           | Australie - Nouvelle-Zélande | 0-2   | Match amical                                                    |
| 21 septembre 1985 | Auckland Nouvelle-Zélande     | Nouvelle-Zélande - Australie | 0-0   | Qualifications pour la Coupe du monde 1986                      |
| 3 novembre 1985   | Sydney Australie              | Australie - Nouvelle-Zélande | 2-0   | Qualifications pour la Coupe du monde 1986                      |
| 25 octobre 1986   | Auckland Nouvelle-Zélande     | Nouvelle-Zélande - Australie | 1-1   | Match amical                                                    |
| 2 novembre 1986   | Sydney Australie              | Australie - Nouvelle-Zélande | 2-0   | Match amical                                                    |
| 2 septembre 1987  | Melbourne Australie           | Australie - Nouvelle-Zélande | 1-1   | Match amical                                                    |
| 9 septembre 1987  | Wellington Nouvelle-Zélande   | Nouvelle-Zélande - Australie | 1-0   | Match amical                                                    |
| 12 octobre 1988   | Dunedin Nouvelle-Zélande      | Nouvelle-Zélande - Australie | 1-2   | Match amical                                                    |
| 16 octobre 1988   | Bendigo Australie             | Australie - Nouvelle-Zélande | 2-0   | Match amical                                                    |
| 12 mars 1989      | Sydney Australie              | Australie - Nouvelle-Zélande | 4-1   | Qualifications pour la Coupe du monde 1990                      |
| 2 avril 1989      | Auckland Nouvelle-Zélande     | Nouvelle-Zélande - Australie | 2-0   | Qualifications pour la Coupe du monde 1990                      |
| 12 mai 1991       | Christchurch Nouvelle-Zélande | Nouvelle-Zélande - Australie | 0-1   | Match amical                                                    |
| 15 mai 1991       | Adelaide Australie            | Australie - Nouvelle-Zélande | 2-1   | Match amical                                                    |
| 30 mai 1993       | Auckland Nouvelle-Zélande     | Nouvelle-Zélande - Australie | 0-1   | Qualifications pour la Coupe du monde 1994                      |
| 6 juin 1993       | Melbourne Australie           | Australie - Nouvelle-Zélande | 3-0   | Match amical                                                    |
| 10 novembre 1995  | Christchurch Nouvelle-Zélande | Nouvelle-Zélande - Australie | 0-0   | Qualifications pour la Coupe d'Océanie 1996                     |
| 15 novembre 1995  | Sydney Australie              | Australie - Nouvelle-Zélande | 3-0   | Qualifications pour la Coupe d'Océanie 1996                     |
| 18 janvier 1997   | Melbourne Australie           | Australie - Nouvelle-Zélande | 1-0   | Match amical                                                    |
| 28 juin 1997      | Auckland Nouvelle-Zélande     | Nouvelle-Zélande - Australie | 0-3   | Qualifications pour la Coupe du monde 1998                      |
| 6 juillet 1997    | Sydney Australie              | Australie - Nouvelle-Zélande | 2-0   | Qualifications pour la Coupe du monde 1998                      |
| 4 octobre 1998    | Brisbane Australie            | Australie - Nouvelle-Zélande | 0-1   | Coupe d'Océanie 1998                                            |
| 28 juin 2000      | Papeete Polynésie française   | Australie - Nouvell-Zélande  | 2-0   | Coupe d'Océanie 2000                                            |
| 20 juin 2001      | Wellington Nouvelle-Zélande   | Nouvelle-Zélande- Australie  | 0-2   | Qualifications pour la Coupe du monde 2002                      |
| 24 juin 2001      | Sydney Australie              | Australie - Nouvelle-Zélande | 4-1   | Qualifications pour la Coupe du monde 2002                      |
| 14 juillet 2002   | Auckland Nouvelle-Zélande     | Australie - Nouvelle-Zélande | 0-1   | Coupe d'Océanie 2002                                            |
| 29 mai 2004       | Adelaide Australie            | Australie - Nouvelle-Zélande | 1-0   | Coupe d'Océanie 2004/Qualifications pour la Coupe du monde 2006 |
| 9 juin 2005       | Londres Angleterre            | Australie - Nouvelle-Zélande | 1-0   | Match amical                                                    |
| 24 mai 2010       | Canberra Australie            | Australie - Nouvelle-Zélande | 2-1   | Match amical                                                    |
| 5 juin 2011       | Adélaïde Australie            | Australie - Nouvelle-Zélande | 3-0   | Match amical                                                    |
| 22 septembre 2022 | Brisbane Australie            | Australie - Nouvelle-Zélande | 1-0   | Match amical                                                    |
| 25 septembre 2022 | Auckland Nouvelle-Zélande     | Nouvelle-Zélande - Australie | 0-2   | Match amical                                                    |
| 17 octobre 2023   | Londres Angleterre            | Australie - Nouvelle-Zélande | 2-0   | Soccer Ashes 2023                                               |

Bilan
- Total de matchs disputés : 64
- Victoires de l'équipe d'Australie :
- Victoires de l'équipe de Nouvelle-Zélande : 13
- Match nul : 12

## O

### Oman
Confrontations entre l'Australie et l'Oman :
| Date             | Lieu                      | Match            | Score | Compétition                                         |
| 8 juillet 2007   | Bangkok Thaïlande         | Australie - Oman | 1-1   | Coupe d'Asie 2007 (1er tour, groupe A)              |
| 14 octobre 2009  | Melbourne Australie       | Australie - Oman | 1-0   | Éliminatoires de la Coupe d'Asie 2011               |
| 14 novembre 2009 | Mascate Oman              | Oman - Australie | 1-2   | Éliminatoires de la Coupe d'Asie 2011               |
| 11 octobre 2011  | Sydney Australie          | Australie - Oman | 3-0   | Qualifications pour la Coupe du monde 2014 3e tour  |
| 11 novembre 2011 | Mascate Oman              | Oman - Australie | 1-0   | Qualifications pour la Coupe du monde 2014 3e tour  |
| 8 juin 2012      | Mascate Oman              | Oman - Australie | 0-0   | Qualifications pour la Coupe du monde 2014 4e tour  |
| 26 mars 2013     | Sydney Australie          | Australie - Oman | 2-2   | Qualifications pour la Coupe du monde 2014 4e tour  |
| 13 janvier 2015  | Sydney Australie          | Oman - Australie | 0-4   | Coupe d'Asie 2015 (1er tour, groupe A)              |
| 30 décembre 2018 | Dubaï Émirats arabes unis | Oman - Australie | 0-5   | Match amical                                        |
| 1er février 2022 | Mascate Oman              | Oman - Australie | 2-2   | Éliminatoires de la Coupe du monde de football 2022 |

Bilan
- Total de matchs disputés : 10
- Victoires de l'équipe d'Australie : 5
- Victoires de l'équipe d'Oman : 1
- Matchs nuls : 4

### Ouzbékistan
| Date              | Lieu                 | Match                   | Score | Compétition                                 |
| 10 septembre 2008 | Tachkent Ouzbékistan | Ouzbékistan - Australie | 0-1   | Qualifications pour la Coupe du monde 2010  |
| 1er avril 2009    | Sydney Australie     | Australie - Ouzbékistan | 2-0   | Qualifications pour la Coupe du monde 2010  |
| 25 janvier 2011   | Doha Qatar           | Ouzbékistan - Australie | 0-6   | Coupe d'Asie des Nations 2011 (demi-finale) |
| 23 janvier 2024   | Al Wakrah Qatar      | Australie - Ouzbékistan | 1-1   | Coupe d'Asie des Nations 2023               |

Bilan
- Total de matchs disputés : 4
- Victoires de l'équipe d'Australie : 3
- Victoires de l'équipe d'Ouzbékistan : 0
- Match nul : 1

## P

### Palestine
| Date             | Lieu   | Match                 | Score | Compétition                   |
| 11 janvier 2019  | Dubaï  | Palestine - Australie | 0-3   | Coupe d'Asie des nations 2019 |
| 21 novembre 2023 | Koweït | Palestine - Australie | 0-1   | Éliminatoires FIFA 2026       |

Bilan
- Total de matchs disputés : 1
- Victoires de l'équipe d'Australie :
- Victoires de l'équipe de Palestine : 0
- Match nul : 0

### Papouasie-Nouvelle-Guinée
| Date            | Lieu                      | Match                                 | Score | Compétition          |
| 26 février 1980 | Nouméa Nouvelle-Calédonie | Australie - Papouasie-Nouvelle-Guinée | 11-2  | Coupe d'Océanie 1980 |

Bilan
- Total de matchs disputés : 1
- Victoires de l'équipe d'Australie : 1
- Victoires de l'équipe de Papouasie-Nouvelle-Guinée : 0
- Match nul : 0

### Paraguay
| Date           | Lieu                | Match                | Score | Compétition  |
| 9 juin 2000    | Sydney Australie    | Australie - Paraguay | 0-0   | Match amical |
| 12 juin 2000   | Brisbane Australie  | Australie - Paraguay | 0-0   | Match amical |
| 15 juin 2000   | Melbourne Australie | Australie - Paraguay | 2-1   | Match amical |
| 7 octobre 2006 | Brisbane Australie  | Australie - Paraguay | 1-1   | Match amical |
| 9 octobre 2010 | Sydney Australie    | Australie - Paraguay | 1-0   | Match amical |

Bilan
- Total de matchs disputés : 5
- Victoires de l'équipe d'Australie : 2
- Victoires de l'équipe du Paraguay : 0
- Matchs nuls : 3

### Pays-Bas
Confrontations entre l'Australie et les Pays-Bas :
| Date             | Lieu                | Match                | Score | Compétition                    |
| 4 juin 2006      | Rotterdam Pays-Bas  | Pays-Bas - Australie | 1-1   | Match amical                   |
| 6 septembre 2008 | Eindhoven Pays-Bas  | Pays-Bas - Australie | 1-2   | Match amical                   |
| 10 octobre 2009  | Sydney Australie    | Australie - Pays-Bas | 0-0   | Match amical                   |
| 18 juin 2014     | Porto Alegre Brésil | Australie - Pays-Bas | 2-3   | Coupe du monde 2014 (Groupe B) |

Bilan
- Total de matchs disputés : 4
- Victoires de l'équipe d'Australie : 1
- Victoires de l'équipe des Pays-Bas : 1
- Match nul : 2

### Pérou
Confrontations entre l'Australie et le Pérou :
| Date         | Lieu          | Match             | Score | Compétition                    |
| 26 juin 2018 | Sotchi Russie | Australie - Pérou | 0-2   | Coupe du monde 2018 (Groupe C) |
| 13 Juin 2022 | Doha Qatar    | Australie - Pérou | 5-4   | World cup 2022 Q (Barrage)     |

Bilan
- Total de matchs disputés : 2
- Victoires de l'équipe d'Australie : 1
- Victoires de l'équipe du Pérou : 1
- Match nul :0

### Philippines
Confrontations entre l'Australie et les Philippines :
| Date            | Lieu                | Match                   | Score | Compétition  |
| 29 octobre 1972 | Manille Philippines | Philippines - Australie | 0-6   | Match amical |

Bilan
- Total de matchs disputés : 1
- Victoires de l'équipe d'Australie : 1
- Victoires de l'équipe des Philippines : 0
- Match nul : 0

### Pologne
Confrontations entre l'équipe d'Australie de football et l'équipe de Pologne de football :
| Date             | Lieu              | Match               | Score | Compétition       |
| 16 novembre 1981 | Bangkok Thaïlande | Australie - Pologne | 1-1   | Match amical      |
| 5 août 1992      | Barcelone Espagne | Pologne - Australie | 6-1   | Tournoi Olympique |
| 7 septembre 2010 | Cracovie Pologne  | Pologne - Australie | 1-2   | Match amical      |

Bilan
- Total de matchs disputés : 3
- Victoires de l'équipe de Pologne : 1
- Victoires de l'équipe d'Australie : 1
- Matchs nuls : 1

## Q

### Qatar
Confrontations entre l'Australie et le Qatar :
| Date            | Lieu                | Match             | Score | Compétition                                |
| 6 février 2008  | Melbourne Australie | Australie - Qatar | 3-0   | Qualifications pour la Coupe du monde 2010 |
| 14 juin 2008    | Doha Qatar          | Qatar - Australie | 1-3   | Qualifications pour la Coupe du monde 2010 |
| 15 octobre 2008 | Brisbane Australie  | Australie - Qatar | 4-0   | Qualifications pour la Coupe du monde 2010 |
| 6 juin 2009     | Doha Qatar          | Qatar - Australie | 0-0   | Qualifications pour la Coupe du monde 2010 |
| 14 octobre 2014 | Doha Qatar          | Qatar - Australie | 1-0   | Match amical                               |

Bilan
- Total de matchs disputés : 5
- Victoires de l'équipe d'Australie : 3
- Victoires de l'équipe du Qatar : 1
- Match nul : 1

## R

### République tchèque
Confrontations entre l'Australie et la République tchèque :
| Date          | Lieu                  | Match                          | Score | Compétition  |
| 29 mars 2000  | Teplice Tchéquie      | République tchèque - Australie | 3-1   | Match amical |
| 1er juin 2018 | Sankt Pölten Autriche | Australie - République tchèque | 4-0   | Match amical |

Bilan
- Total de matchs disputés : 2
- Victoires de l'équipe d'Australie : 4
- Victoires de l'équipe de République tchèque : 1
- Match nul : 0

### Roumanie
Confrontations entre l'Australie et la Roumanie :
| Date           | Lieu           | Match                | Score | Compétition  |
| 6 février 2013 | Malaga Espagne | Roumanie - Australie | 3-2   | Match amical |

Bilan
- Total de matchs disputés : 1
- Victoires de l'équipe d'Australie : 0
- Victoires de l'équipe de Roumanie : 1
- Match nul : 0

## S

### Samoa
| Date         | Lieu                    | Match             | Score  | Compétition                                |
| 6 avril 2001 | Coffs Harbour Australie | Australie - Samoa | 11 - 0 | Qualifications pour la Coupe du monde 2002 |

Bilan
- Total de matchs disputés : 1
- Victoires de l'équipe d'Australie : 1
- Victoires de l'équipe des Samoa : 0
- Match nul : 0

### Samoa américaines
| Date          | Lieu                    | Match                         | Score | Compétition                                |
| 11 avril 2001 | Coffs Harbour Australie | Australie - Samoa américaines | 31-0  | Qualifications pour la Coupe du monde 2002 |

Bilan
- Total de matchs disputés : 1
- Victoires de l'équipe d'Australie : 1
- Victoires de l'équipe des Samoa américaines : 0
- Matchs nuls : 0

### Singapour
Confrontations entre l'équipe d'Australie de football et l'équipe de Singapour :
| Date             | Lieu            | Match                 | Score | Compétition  |
| 11 novembre 1967 | Saigon Viêt Nam | Australie - Singapour | 5-1   | Match amical |
| 21 novembre 1967 | Singapour       | Singapour - Australie | 1-6   | Match amical |
| 22 octobre 1976  | Singapour       | Singapour - Australie | 0-1   | Match amical |
| 13 novembre 1977 | Singapour       | Singapour - Australie | 0-2   | Match amical |
| 18 décembre 1983 | Singapour       | Singapour - Australie | 2-4   | Match amical |
| 30 juin 2007     | Singapour       | Singapour - Australie | 0-3   | Match amical |
| 22 mars 2008     | Singapour       | Singapour - Australie | 0-0   | Match amical |

Bilan
- Total de matchs disputés : 7
- Victoires de l'équipe d'Australie : 6
- Victoires de l'équipe de Singapour : 0
- Match nul : 1

### Slovaquie
Confrontations entre l'Australie et la Slovaquie :
| Date            | Lieu             | Match                 | Score | Compétition  |
| 12 février 2000 | Valparaíso Chili | Australie - Slovaquie | 0-0   | Match amical |

Bilan
- Total de matchs disputés : 1
- Victoires de l'équipe d'Australie : 0
- Victoires de l'équipe de Slovaquie : 0
- Match nul : 1

Sources
- (sk) Reprezentácia - Slovenský futbalový zväz : Matchs de l'équipe de Slovaquie de football sur le site de la Fédération slovaque de football

### Suède
Confrontations entre l'Australie et la Suède :
| Date            | Lieu                | Match             | Score | Compétition  |
| 26 janvier 1992 | Sydney Australie    | Australie - Suède | 0-0   | Match amical |
| 29 janvier 1992 | Adélaïde Australie  | Australie - Suède | 1-0   | Match amical |
| 2 février 1992  | Melbourne Australie | Australie - Suède | 1-0   | Match amical |
| 25 février 1996 | Brisbane Australie  | Australie - Suède | 0-2   | Match amical |
| 28 février 1996 | Brisbane Australie  | Australie - Suède | 1-0   | Match amical |

Bilan
- Total de matchs disputés : 5
- Victoires de l'équipe d'Australie : 2
- Victoires de l'équipe de Suède : 1
- Match nul : 2

### Suisse
Confrontations entre l'équipe d'Australie de football et l'équipe de Suisse de football :
| Date             | Lieu           | Match              | Score | Compétition |
| 3 septembre 2010 | St-Gall Suisse | Suisse - Australie | 0-0   | Amical      |

Bilan
- Total de matchs disputés : 1
- Victoires de l'équipe de Suisse : 0
- Victoires de l'équipe d'Australie : 0
- Match nul : 1

### Syrie
| Date            | Lieu                        | Match             | Score      | Compétition                                        |
| 5 octobre 2017  | Malacca, Malaisie           | Syrie - Australie | 1-1        | Éliminatoires de la Coupe du Monde 2018 (barrages) |
| 10 octobre 2017 | Sydney, Australie           | Australie - Syrie | 2-1 (a.p.) | Éliminatoires de la Coupe du Monde 2018 (barrages) |
| 15 janvier 2019 | Al-Aïn, Émirats arabes unis | Australie - Syrie | 3-2        | Coupe d'Asie des nations de football 2019          |
| 18 janvier 2024 | Al Rayyan Qatar             | Syrie - Australie | 0-1        | Coupe d'Asie des nations de football 2023          |

Bilan
- Total de matchs disputés : 4
- Victoires de l'équipe de Syrie : 0
- Victoires de l'équipe d'Australie : 3
- Match nul : 1

## T

### Tadjikistan
Confrontations entre l'Australie et Tadjikistan :
| Date         | Lieu               | Match                   | Score | Compétition                                            |
| 24 mars 2016 | Adélaïde Australie | Australie - Tadjikistan | 7-0   | Qualifications pour la Coupe du monde de football 2018 |

Bilan
- Total de matchs disputés : 1
- Victories de l'Tadjikstan : 0
- Victoires de l'Australie : 7
- Match nul : 0

### Tahiti
Confrontations entre l'Australie et Tahiti :
| Date              | Lieu                        | Match              | Score    | Compétition                                |
| 3 mars 1980       | Nouméa Nouvelle-Calédonie   | Australie - Tahiti | 4-2      | Coupe d'Océanie 1980                       |
| 11 septembre 1992 | Papeete Polynésie française | Tahiti - Australie | 0-3      | Qualifications pour la Coupe du monde 1994 |
| 20 septembre 1992 | Brisbane Australie          | Australie - Tahiti | 2-0      | Qualifications pour la Coupe du monde 1994 |
| 26 octobre 1996   | Papeete Polynésie française | Tahiti - Australie | 0-6      | Coupe d'Océanie 1996                       |
| 1er novembre 1996 | Canberra Australie          | Australie - Tahiti | 5-0      | Coupe d'Océanie 1996                       |
| 13 juin 1997      | Sydney Australie            | Australie - Tahiti | 5-0      | Qualifications pour la Coupe du monde 1998 |
| 19 juin 1997      | Sydney Australie            | Tahiti - Australie | 0-2      | Qualifications pour la Coupe du monde 1998 |
| 2 octobre 1998    | Brisbane Australie          | Australie - Tahiti | 4-1      | Coupe d'Océanie 1998                       |
| 12 juillet 2002   | Auckland Nouvelle-Zélande   | Australie - Tahiti | 2-1 a.p. | Coupe d'Océanie 2002                       |
| 31 mai 2004       | Adelaide Australie          | Australie - Tahiti | 9-0      | Qualifications pour la Coupe du monde 2006 |

Bilan
- Total de matchs disputés : 10
- Victoires de l'équipe d'Australie : 10
- Victoires de l'équipe de Tahiti : 0
- Match nul : 0

### Tchécoslovaquie
Confrontations entre l'Australie et la Tchécoslovaquie :
| Date            | Lieu                | Match                       | Score | Compétition  |
| 27 janvier 1980 | Canberra Australie  | Australie - Tchécoslovaquie | 0-4   | Match amical |
| 3 février 1980  | Sydney Australie    | Australie - Tchécoslovaquie | 0-5   | Match amical |
| 9 février 1980  | Melbourne Australie | Australie - Tchécoslovaquie | 2-2   | Match amical |
| 3 août 1986     | Melbourne Australie | Australie - Tchécoslovaquie | 1-1   | Match amical |
| 6 août 1986     | Adelaide Australie  | Australie - Tchécoslovaquie | 0-1   | Match amical |
| 10 août 1986    | Sydney Australie    | Australie - Tchécoslovaquie | 0-3   | Match amical |
| 30 janvier 1991 | Melbourne Australie | Australie - Tchécoslovaquie | 0-1   | Match amical |
| 6 février 1991  | Sydney Australie    | Australie - Tchécoslovaquie | 0-2   | Match amical |

Bilan
- Total de matchs disputés : 8
- Victoires de l'équipe d'Australie : 0
- Victoires de l'équipe de Tchécoslovaquie : 6
- Match nul : 2

### Thaïlande
Confrontations entre l'Australie et la Thaïlande :
| Date             | Lieu                  | Match                 | Score | Compétition                                                    |
| 15 août 1967     | Kuala Lumpur Malaisie | Australie - Thaïlande | 3-1   | Merdeka Tournament (tournoi amical)                            |
| 12 août 1970     | Kuala Lumpur Malaisie | Thaïlande - Australie | 2-0   | Merdeka Tournament (tournoi amical)                            |
| 10 octobre 1982  | Singapour             | Thaïlande - Australie | 0-4   | Match amical                                                   |
| 10 décembre 1983 | Singapour             | Thaïlande - Australie | 0-2   | Match amical                                                   |
| 16 juillet 2007  | Bangkok Thaïlande     | Thaïlande - Australie | 0-4   | Coupe d'Asie 2007                                              |
| 2 septembre 2011 | Brisbane Australie    | Australie - Thaïlande | 2-1   | Qualifications pour la Coupe du monde 2014 3e tour             |
| 15 novembre 2011 | Bangkok Thaïlande     | Thaïlande - Australie | 0-1   | Qualifications pour la Coupe du monde 2014 3e tour             |
| 15 novembre 2016 | Bangkok Thaïlande     | Thaïlande - Australie | 2-2   | Qualifications pour la Coupe du Monde 2018 (3e tour, groupe B) |
| 5 septembre 2017 | Melbourne Australie   | Australie - Thaïlande | 2-1   | Qualifications pour la Coupe du Monde 2018 (3e tour, groupe B) |

Bilan
- Total de matchs disputés : 9
- Victoires de l'équipe d'Australie : 7
- Victoires de l'équipe de Thaïlande : 1
- Match nul : 1

### Tonga
Confrontations entre l'Australie et le Tonga :
| Date         | Lieu                    | Match             | Score | Compétition                                |
| 9 avril 2001 | Coffs Harbour Australie | Australie - Tonga | 22-0  | Qualifications pour la Coupe du monde 2002 |

Bilan
- Total de matchs disputés : 1
- Victoires de l'équipe d'Australie : 1
- Victoires de l'équipe des Tonga : 0
- Match nul : 0

### Tunisie
Voici la liste des confrontations entre l'équipe d'Australie de football et l'équipe de Tunisie de football :
| Date             | Lieu                 | Match               | Score | Compétition                              |
| 21 juin 2005     | Leipzig ( Allemagne) | Australie - Tunisie | 0-2   | Coupe des confédérations 2005 (groupe A) |
| 1er octobre 1997 | Radès ( Tunisie)     | Tunisie - Australie | 0-1   | Match amical                             |
| 26 November 2022 | Al Wakrah (Qatar )   | Tunisie - Australie | 0-1   | FIFA 2022                                |

Bilan
- Total de matchs disputés : .3
- Victoires de l'équipe d'Australie : 2
- Victoires de l'équipe de Tunisie : 1
- Match nul : 0

### Turquie
Confrontations entre l'Australie et la Turquie :
| Date        | Lieu                | Match               | Score | Compétition  |
| 21 mai 2004 | Sydney Australie    | Australie - Turquie | 1-3   | Match amical |
| 24 mai 2004 | Melbourne Australie | Australie - Turquie | 0-1   | Match amical |

Bilan
- Total de matchs disputés : 2
- Victoires de l'équipe d'Australie : 0
- Victoires de l'équipe de Turquie : 2
- Match nul : 0

## U

### Uruguay
Confrontations entre l'Australie et l'Uruguay :
| Date             | Lieu                  | Match               | Score         | Compétition                                 |
| 26 avril 1974    | Melbourne Australie   | Australie - Uruguay | 0-0           | Match amical                                |
| 28 avril 1974    | Sydney Australie      | Australie - Uruguay | 2-0           | Match amical                                |
| 21 juin 1992     | Montevideo Uruguay    | Uruguay Australie   | 2-0           | Match amical                                |
| 19 décembre 1997 | Riyad Arabie saoudite | Uruguay - Australie | 0-1 a.p.      | Coupe des confédérations 1997 (demi-finale) |
| 20 novembre 2001 | Melbourne Australie   | Australie - Uruguay | 1-0           | Qualifications pour la Coupe du monde 2002  |
| 25 novembre 2001 | Montevideo Uruguay    | Uruguay - Australie | 3-0           | Qualifications pour la Coupe du monde 2002  |
| 12 novembre 2005 | Montevideo Uruguay    | Uruguay - Australie | 1-0           | Qualifications pour la Coupe du monde 2006  |
| 16 novembre 2005 | Sydney Australie      | Australie - Uruguay | 1-0 (4-2 pen) | Qualifications pour la Coupe du monde 2006  |
| 2 juin 2007      | Sydney Australie      | Australie - Uruguay | 1-2           | Match amical                                |

Bilan
- Total de matchs disputés : 9
- Victoires de l'équipe d'Australie : 4
- Victoires de l'équipe d'Uruguay : 4
- Match nul : 1

## V

### Vanuatu
Confrontations entre l'Australie et le Vanuatu:
| Date            | Lieu                        | Match               | Score | Compétition                                                        |
| 28 février 1980 | Nouméa Nouvelle-Calédonie   | Australie - Vanuatu | 1-0   | Coupe d'Océanie 1980 - 1er Tour (groupe B)                         |
| 25 juin 2000    | Papeete Polynésie française | Australie - Vanuatu | 1-0   | Coupe d'Océanie 2000 - 1/2 finale                                  |
| 6 juillet 2002  | Auckland Nouvelle-Zélande   | Australie - Vanuatu | 2-0   | Coupe d'Océanie 2002 - 1er Tour (groupe A)                         |
| 4 juin 2004     | Adelaide Australie          | Australie - Vanuatu | 3-0   | Qualifications pour la Coupe du monde 2006, zone Océanie - 2e Tour |

Bilan
L'équipe d'Australie a remporté les quatre confrontations contre le Vanuatu.

### Venezuela
Confrontations entre l'Australie et le Venezuela :
| Date            | Lieu              | Match                 | Score | Compétition  |
| 18 février 2004 | Caracas Venezuela | Venezuela - Australie | 1-1   | Match amical |

Bilan
La seule confrontation entre ces deux sélections c'est soldée par un match nul 1 but partout.

### Viêt Nam
Confrontations entre l'Australie et le Viêt Nam :
| Date             | Lieu                | Match                | Score | Compétition                                         |
| 7 septembre 2021 | Hanoï Viêt Nam      | Viêt Nam - Australie | 0-1   | Éliminatoires de la Coupe du monde de football 2022 |
| 27 janvier 2022  | Melbourne Australie | Australie - Viêt Nam | 4-0   | Éliminatoires de la Coupe du monde de football 2022 |

Bilan
- Total de matchs disputés : 2
- Victoires de l'équipe d'Australie : 5
- Victoires de l'équipe du Viêt Nam : 0
- Match nul : 0

## Z

### Zimbabwe
Confrontations entre l'Australie et le Zimbabwe :
| Date             | Lieu              | Match                                    | Score | Compétition                                                             |
| 23 novembre 1969 | Maputo Mozambique | Australie - Rhodésie (actuelle Zimbabwe) | 1 - 1 | Qualifications pour la Coupe du monde 1970, zone Asie-Océanie - 2e Tour |
| 27 novembre 1969 | Maputo Mozambique | Australie - Rhodésie                     | 0 - 0 | Qualifications pour la Coupe du monde 1970, zone Asie-Océanie - 2e Tour |
| 29 novembre 1969 | Maputo Mozambique | Australie - Rhodésie                     | 3 - 1 | Qualifications pour la Coupe du monde 1970, zone Asie-Océanie - 2e Tour |

Bilan
En 3 confrontations, l'Australie a remporté une victoire contre aucune pour l'équipe du Zimbabwe.